# Napoleonstein

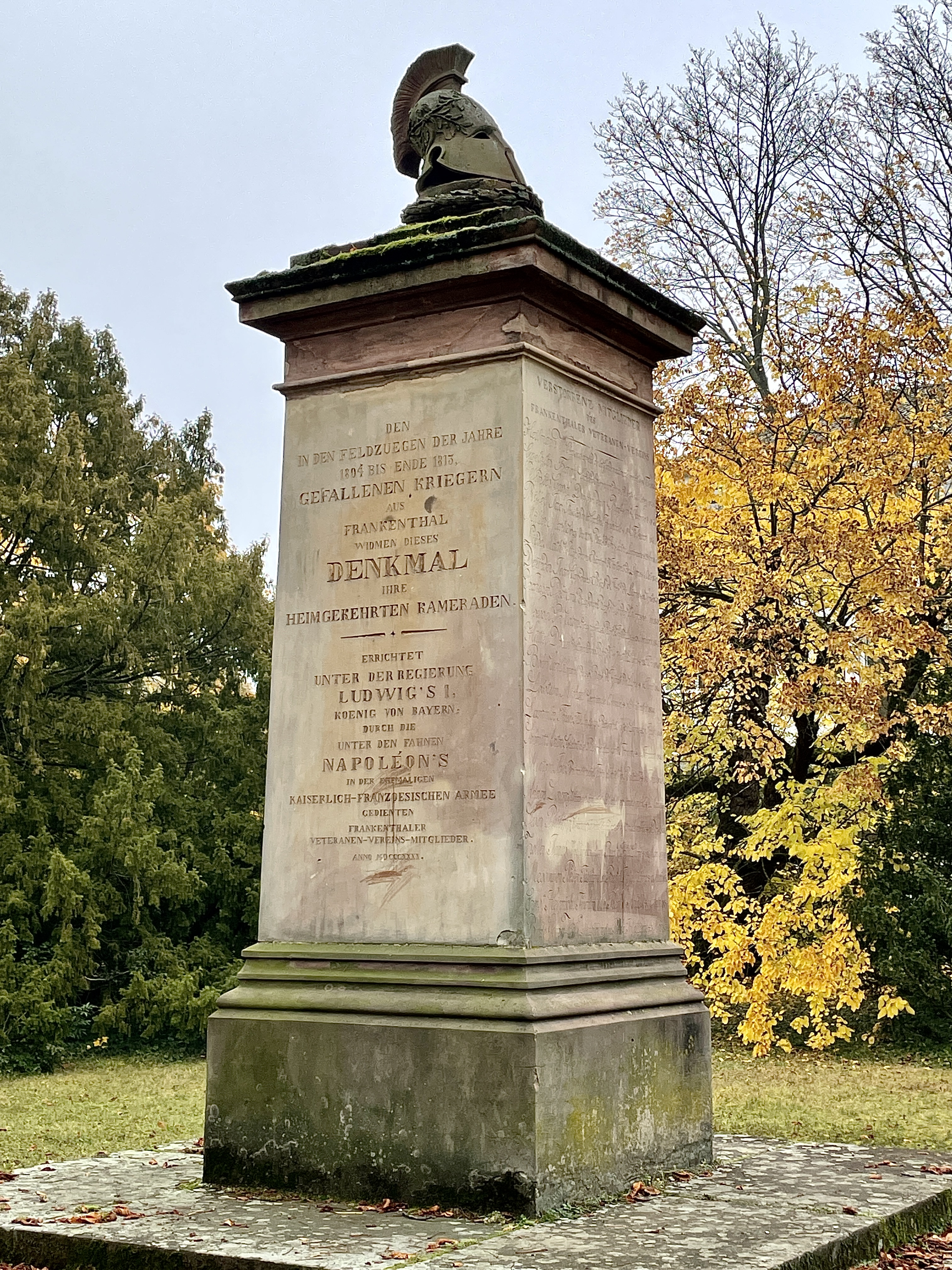
Napoleonstein – das Veteranendenkmal (Frankenthal) auf dem Hauptfriedhof Frankenthal (Pfalz)

Napoleonstein (nach Napoleon Bonaparte) ist eine Bezeichnung für Veteranen- und Gefallenendenkmäler der napoleonischen Kriege, besonders in den linksrheinischen deutschen Gebieten, die nach dem Friedensschluss von Campo Formio (1797) an Frankreich abgetreten wurden. Dort wurden viele Soldaten für die Napoleonische Armee rekrutiert, dementsprechend groß war später dort auch der napoleonische Veteranenkult.

## Geschichte
An zahlreichen Orten gründeten sich ab den 1830er Jahren Veteranenvereine der ehemaligen napoleonischen Armee (die ersten Kriegervereine in den deutschen Ländern überhaupt). Der Historiker Hagen Schulze schreibt über diese Napoleonverehrung:

„Als eigentlicher Träger der Napoleonverehrung treten die Vereine der Veteranen hervor, verbunden durch die gemeinsamen militärischen Erlebnisse, Siege und Niederlagen im französischen Heer und durch die völlig unbefragt fortdauernde Treue zu dem Kaiser, in dessen Zeichen sie gekämpft hatten. Der älteste dieser Vereine war der von Mainz, 1833 begründet, um ein Denkmal zu errichten, die Erinnerung zu pflegen, bedürftige ehemalige Soldaten zu unterstützen und die Verstorbenen ehrenvoll zu bestatten. Das Beispiel von Mainz wirkte beträchtlich – Klein [Walther Klein: Napoleonkult in der Pfalz, 1932] weiß von 35 Vereinen und 25 Denkmälern, die bis 1852 links des Rheins entstanden, von Köln bis Landau […].“

Schulze erklärt weiter, dass das Gedenken an Napoleon „ohne politische Färbungen, sondern ausschließlich als Kriegsheros“ (ebd.) zu verstehen sei. Bei den Behörden wären die Veteranenvereine anfangs als gefährlich eingestuft worden, was sich aber als unbegründet herausgestellt habe, denn die Veteranen standen der Obrigkeit ganz loyal gegenüber.

## Liste von Napoleonsteinen
Man errichtete Gruppen- sowie Einzeldenkmäler. Solche sind u. a.:
- der Napoleonstein auf dem Hauptfriedhof Mainz,[3] (1834)
- der Napoleonstein auf dem Hauptfriedhof Koblenz (1843),
- der Napoleonstein auf dem Melaten-Friedhof Köln (1853)[4],
- der Napoleonstein auf dem Friedhof Stommeln
- der Napoleonstein auf dem Friedhof in Mainz-Kastel,
- der Napoleonstein auf dem alten Friedhof in Bingen am Rhein,[5]
- der Napoleonstein in Ingelheim-Großwinternheim,[6]
- der Napoleonstein in Ingelheim (am Hotel „Multatuli“ in Nieder-Ingelheim, Mainzer Str. 255)
- der Napoleonstein auf dem alten Friedhof in Eimsheim (1852),[7]
- der Napoleonstein in Mainz-Gonsenheim (Breite Straße),[8] (1842)
- der Napoleonstein auf dem alten Friedhof Mainz-Hechtsheim,[9]
- der Napoleonstein auf dem Friedhof Bad Kreuznach (1842),
- der Napoleonstein auf dem Friedhof Oppenheim,[10]
- der Napoleonstein auf dem Friedhof in Alzey (1845),
- der Napoleonstein in Ober-Olm (1842),[11]
- der Napoleonstein auf dem Friedhof in Flonheim,
- der Napoleonstein auf dem Friedhof in Wörrstadt (1846),
- der Napoleonstein am Marktplatz in Westhofen (1847),[12]
- der Napoleonstein auf dem alten Friedhof Worms,
- der Napoleonstein auf dem Friedhof Pfiffligheim
- der Napoleonstein auf dem alten Friedhof Pfeddersheim,
- der Napoleonstein auf dem alten Friedhof Grünstadt,
- der Napoleonstein auf dem Friedhof Frankenthal (Pfalz), dort auch weiteres Einzeldenkmal für Leutnant Johannes Haas
- der Napoleonstein auf dem alten Friedhof Kaiserslautern,
- der Napoleonstein auf dem Friedhof in Zweibrücken (1837),
- der Napoleonstein auf dem alten Friedhof Biedesheim (1855),
- der Napoleonstein neben der Grundschule am Napoleonstein in Regensburg-Kasernenviertel (1855).[13]
- der Napoleonstein (Lanitz-Hassel-Tal) auf einer markanten Erhebung nordwestlich des Klosters Schulpforte.

Außerdem bezeichnet der Begriff Landmarken oder Gedenksteine, die im Zusammenhang mit dem Leben Napoleons stehen, wie
- den Napoleonstein (Leipzig), ein Denkmal in Leipzig, Befehlsstand Napoleons am 18. Oktober 1813
- den Napoleonstein in Homburg
- einen Pflasterstein auf dem Schloßplatz (Dresden)
- den Napoleonstein (Jena), Gedenkstein auf dem Windknollen bei Jena, dem Ort der Schlacht bei Jena und Auerstedt am 14. Oktober 1806
- einen Gedenkstein in Waldheim
- einen Gedenkstein in Bischofswerda
- einen Gedenkstein bei Gersdorf (Gefecht bei Gersdorf am 5. Mai 1813)
- einen Gedenkstein bei der Pfarrkirche St. Felizitas in Donauwörth
- einen Felsblock auf dem Ichenberg bei Eschweiler
- einen Findling bei Ottendorf (Ahlerstedt)
- einen Findling in Schildau
- eine Stele an der Bundesstraße 7 zwischen Nohra (bei Weimar) und Erfurt, in der Nähe von Utzberg
- den Napoleonstein in Langenhennersdorf, ein Aussichtspunkt, siehe Napoleonstein (Sächsische Schweiz)
- die Napoleonsteine in der Lobau (Wien), die an die Schlacht bei Aspern 1809 erinnern

Weitere Steine, die als „Napoleonstein“ bezeichnet werden, sind
- Napoleonstein bei Cabel in der Calauer Schweiz[14]
- Napoleonstein am Sallmannshäuser Rennsteig[15]
- Napoleonstein in Reichenbach/O.L., Nieskyer Straße[16]
- Napoleonstein westlich der Ettersbergsiedlung in Weimar[17]
- Napoleonstein in Großneundorf, OT von Gräfenthal[18]
- Napoleonstein an der Napoleonschanze in Herbergen (OT von Liebstadt)
- Napoleonstein in der Dresdner Heide, siehe Liste der Kulturdenkmale in der Dresdner Heide
- Franzosenstein bei Dubí (Eichwald) in Nordböhmen[19]

## Galerie Napoleonsteine

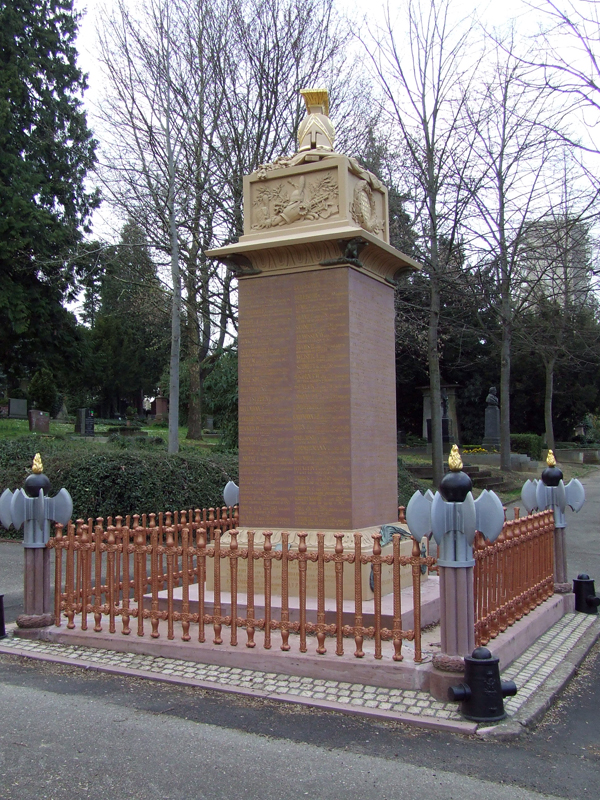
Napoleonstein, Hauptfriedhof Mainz
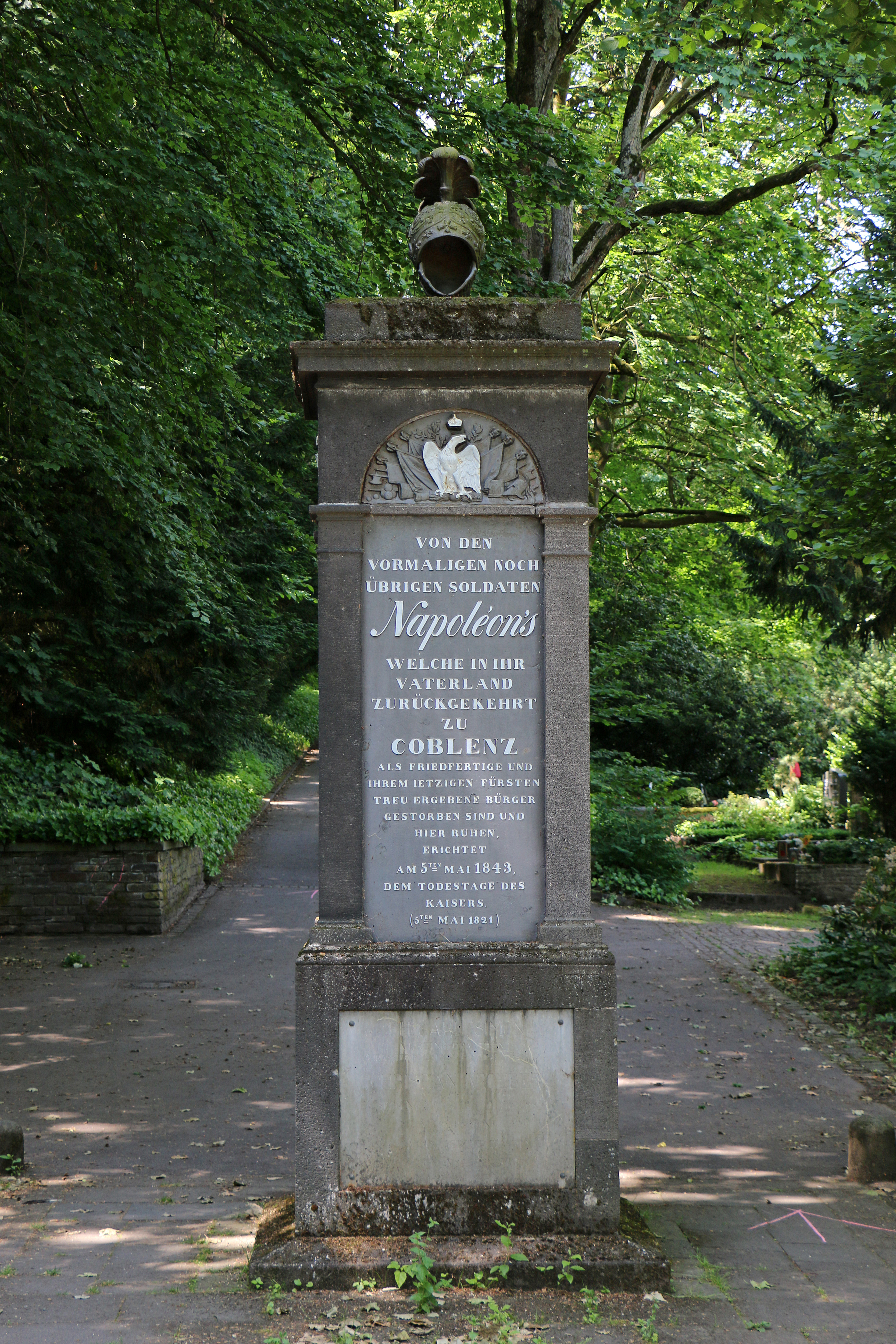
Napoleonstein Koblenz, Hauptfriedhof, 1843
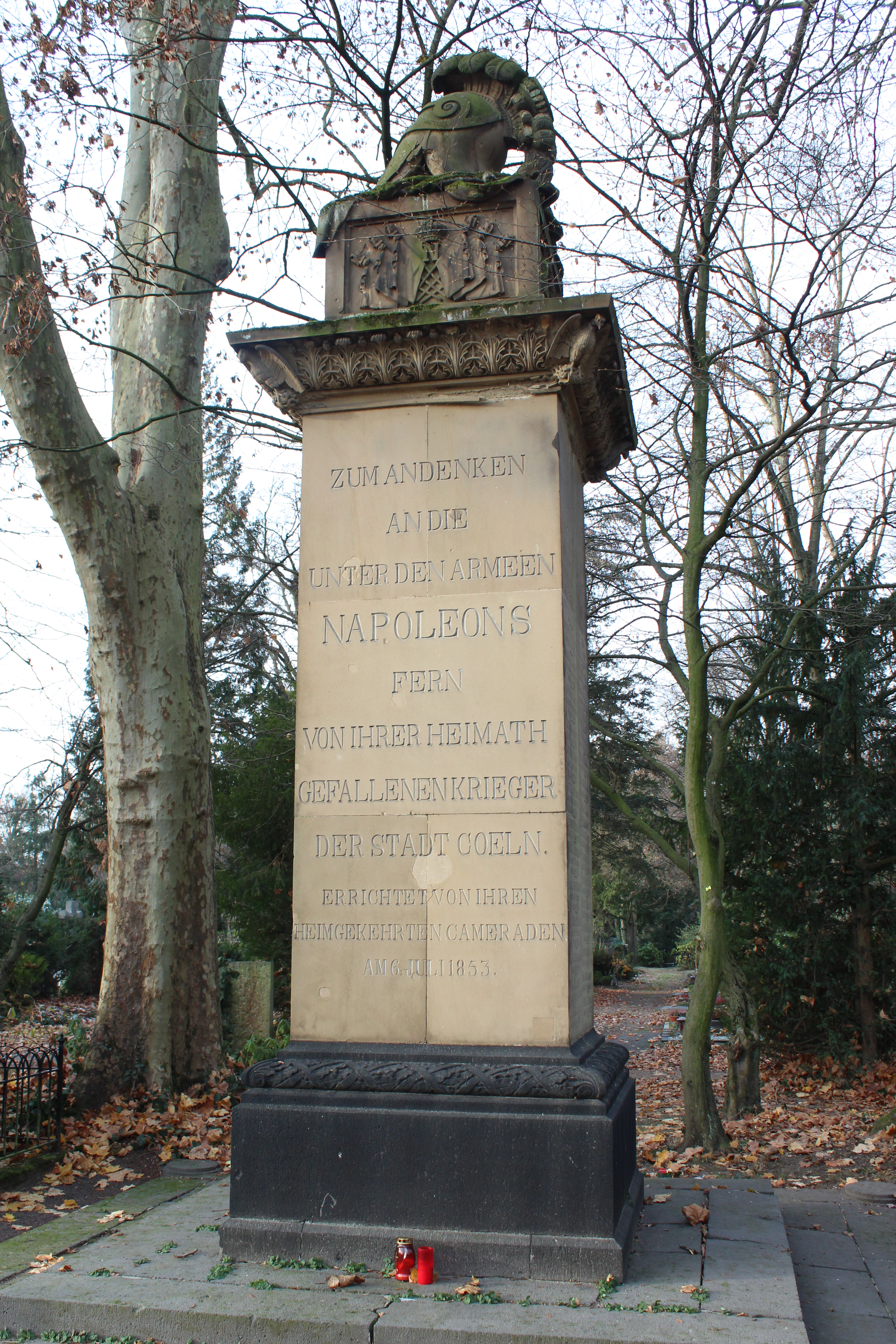
Napoleonstein Melaten-Friedhof Köln, 1853
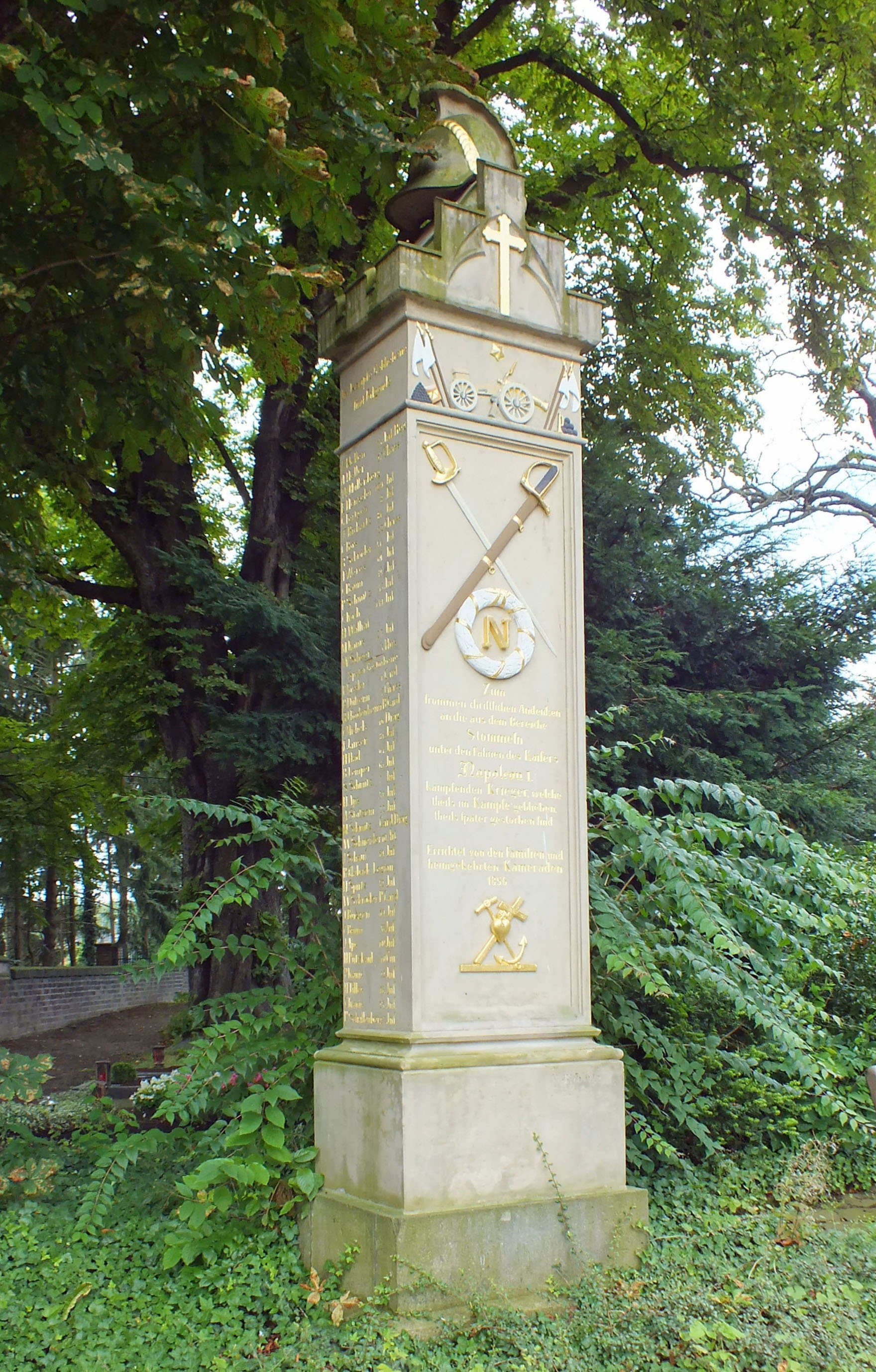
Napoleonstein in Stommeln
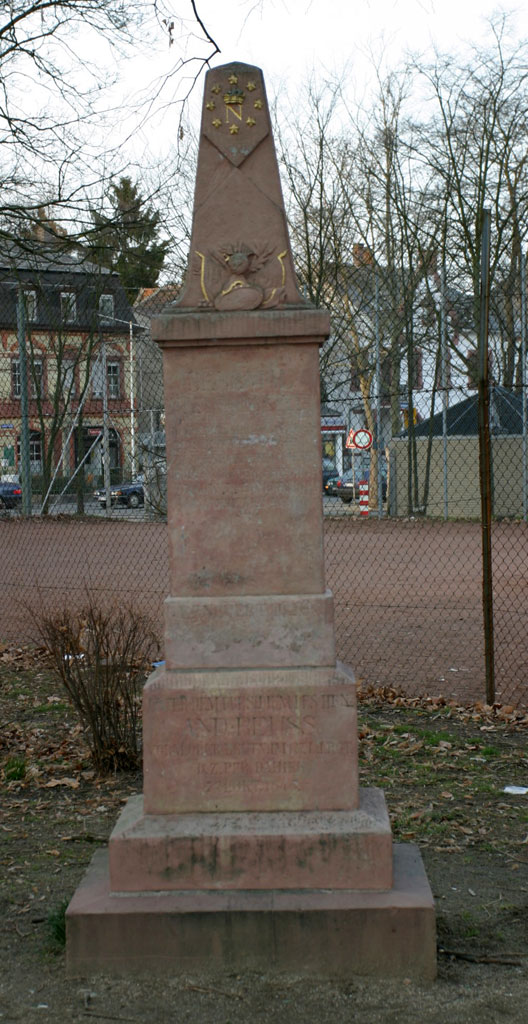
Napoleonstein Mainz-Gonsenheim
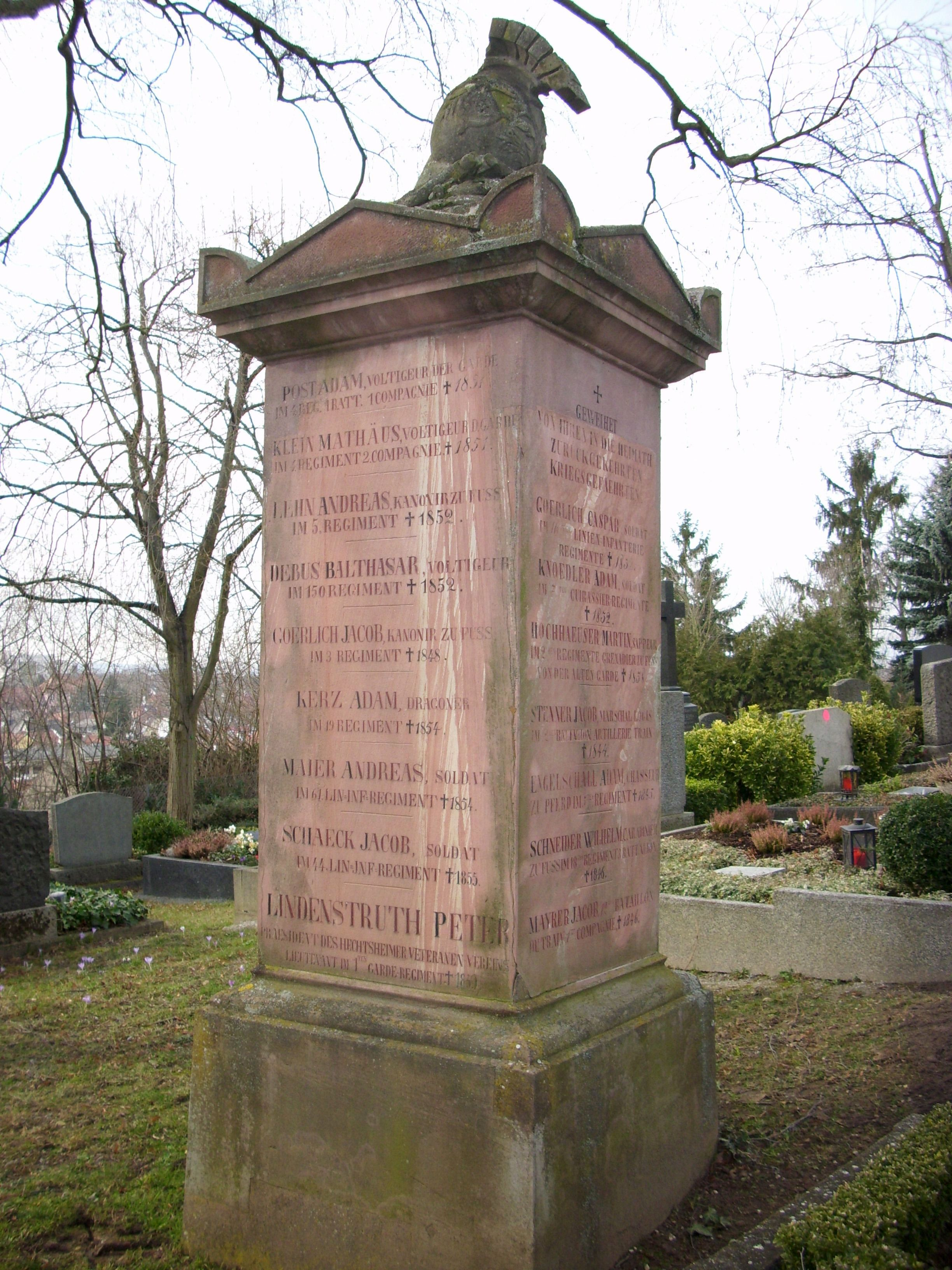
Napoleonstein Mainz-Hechtsheim
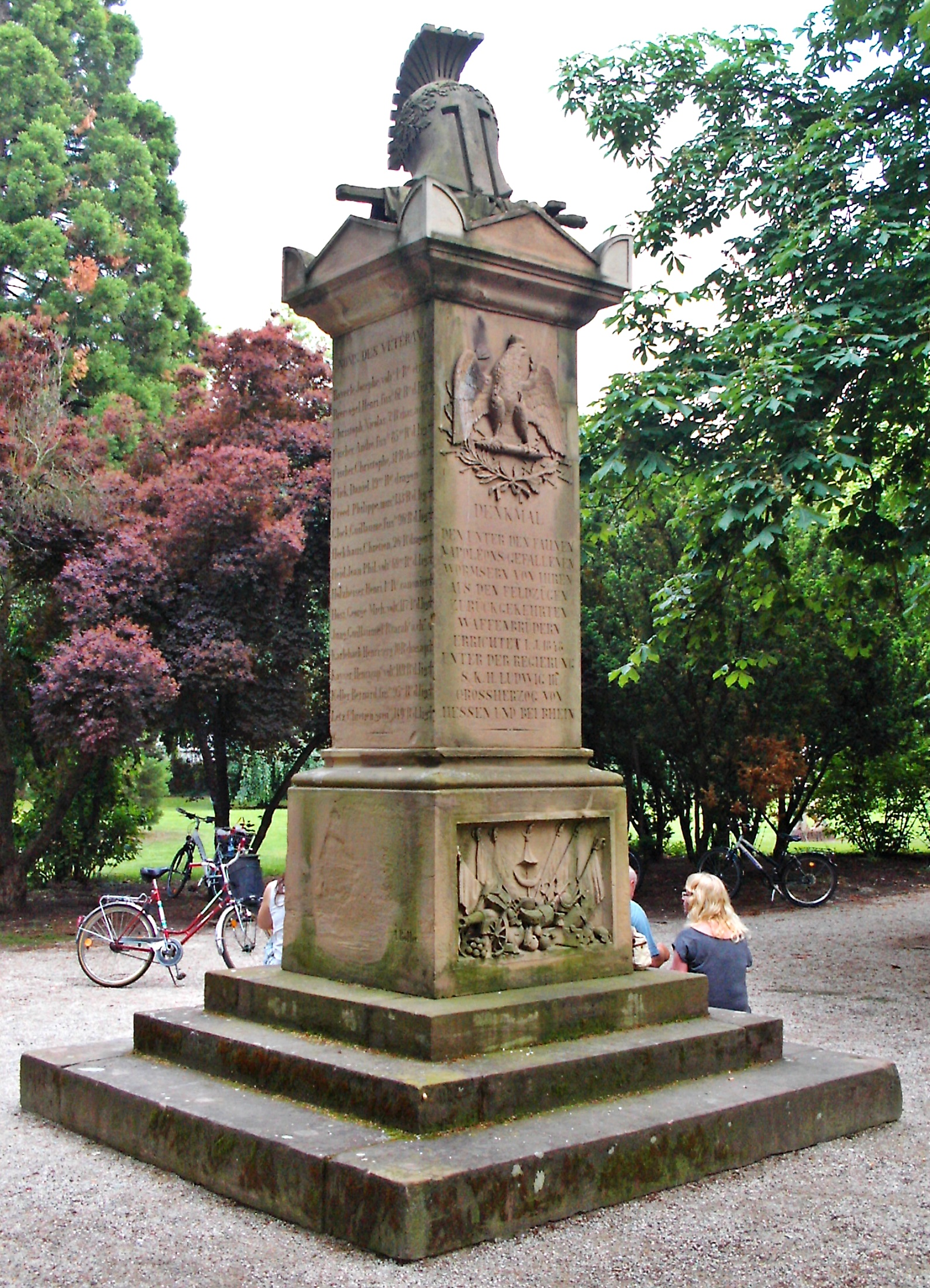
Napoleonstein Worms, 1848, von Aloys Boller
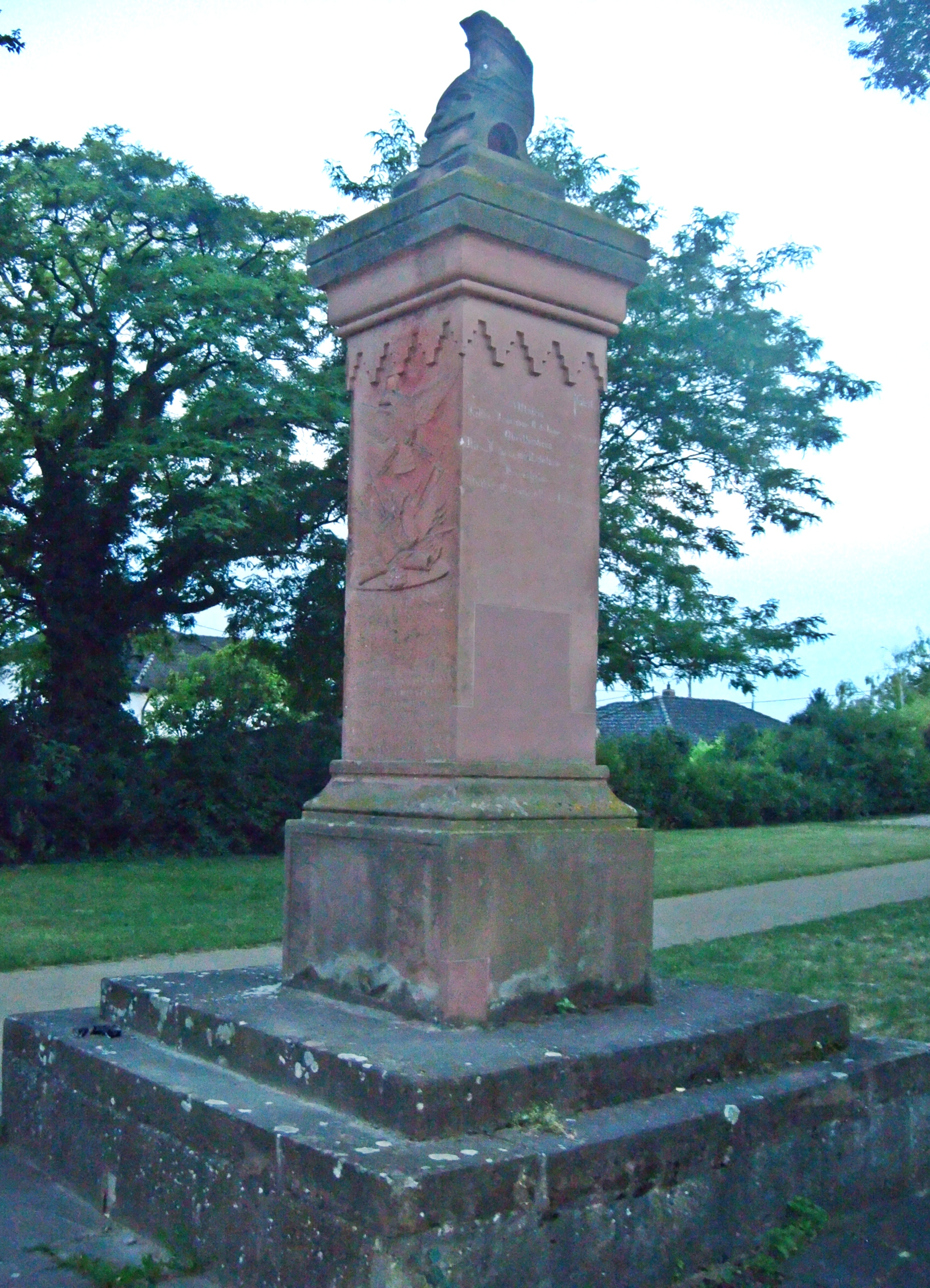
Napoleonstein Pfeddersheim
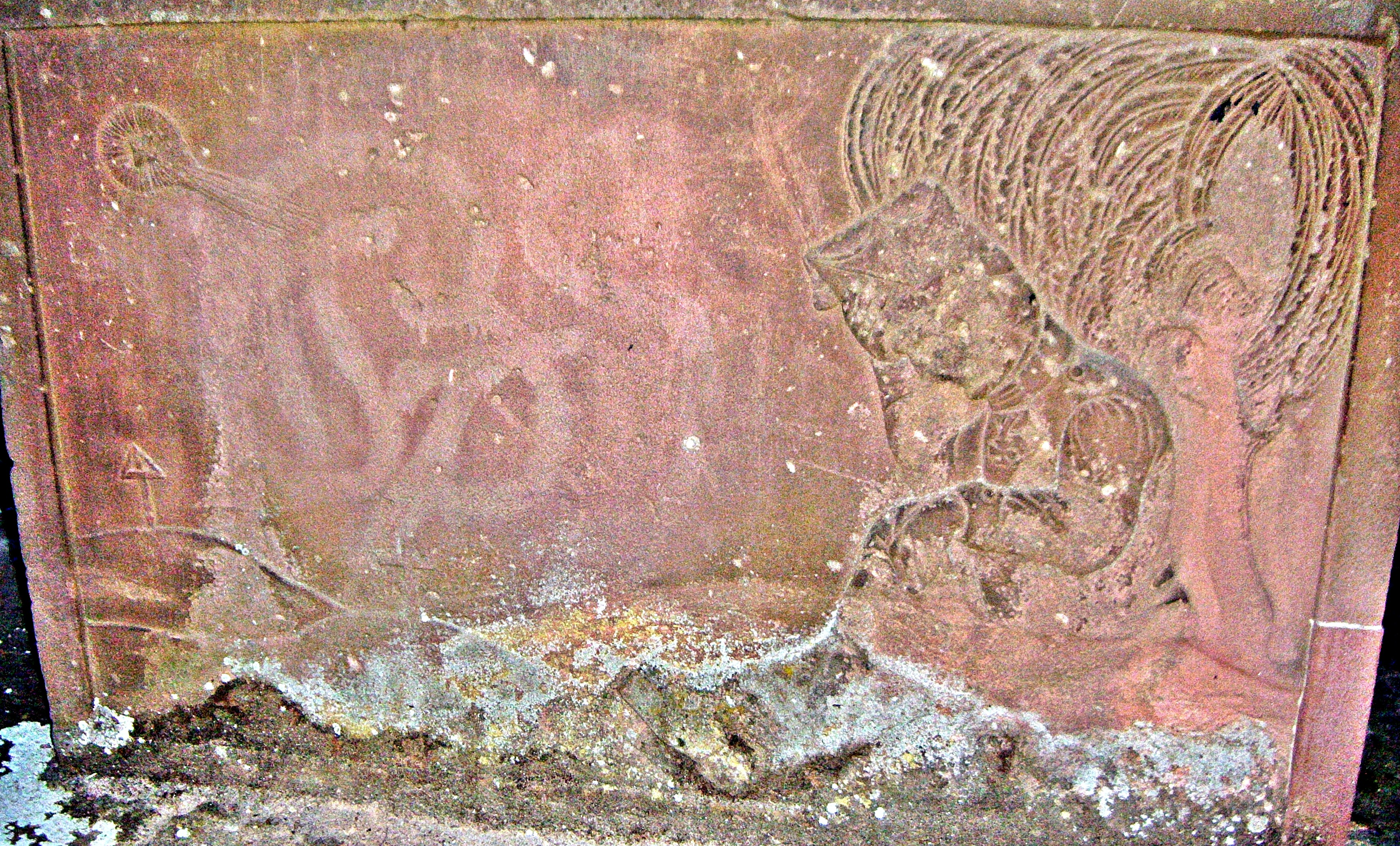
Trauernder napoleonischer Soldat unter Stern und Palme, vor Gräbern sitzend. Detail vom Napoleonstein, Alter Friedhof, Worms-Pfeddersheim
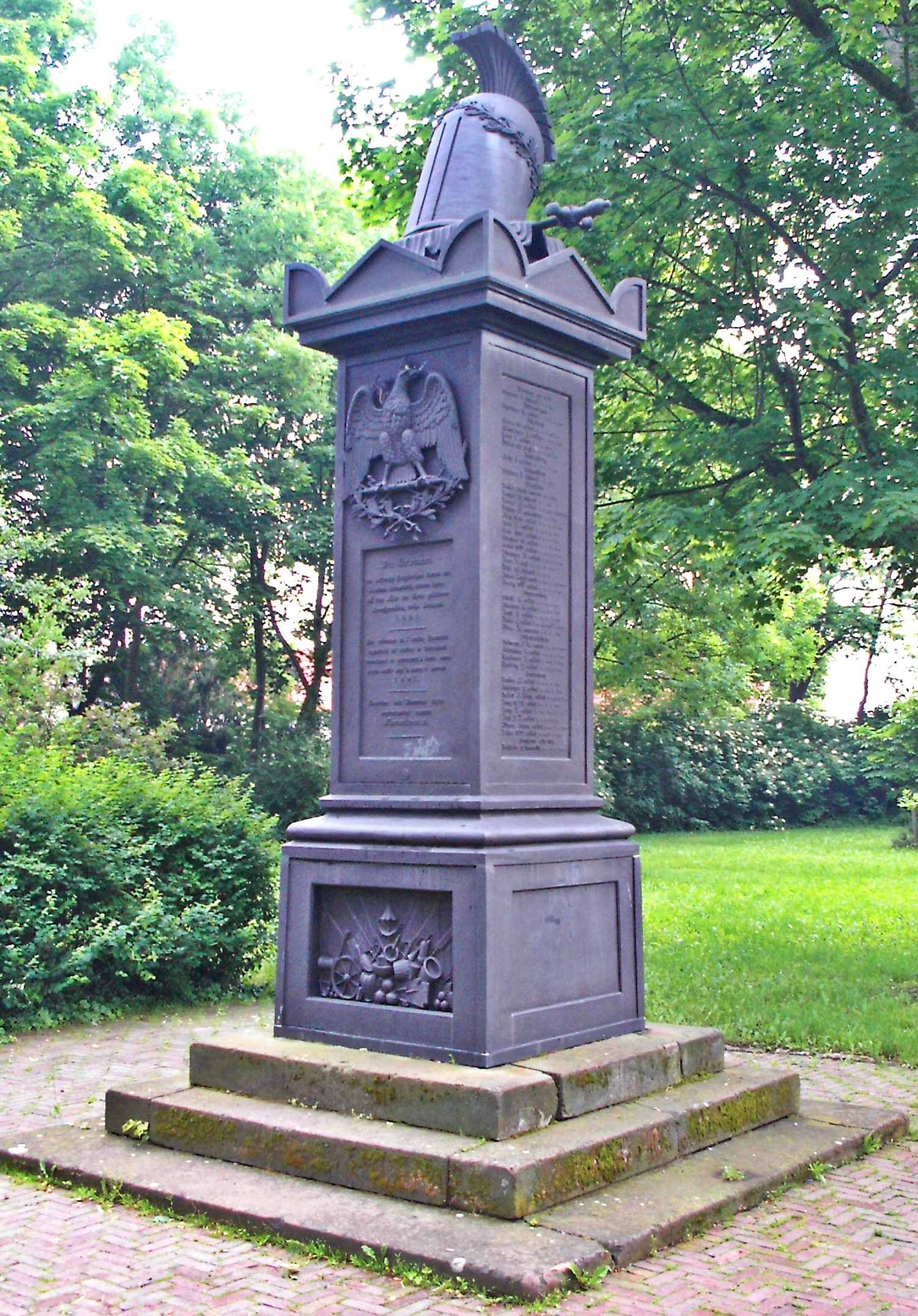
Napoleonstein Grünstadt, 1852 gegossen nach dem Wormser Original von Aloys Boller
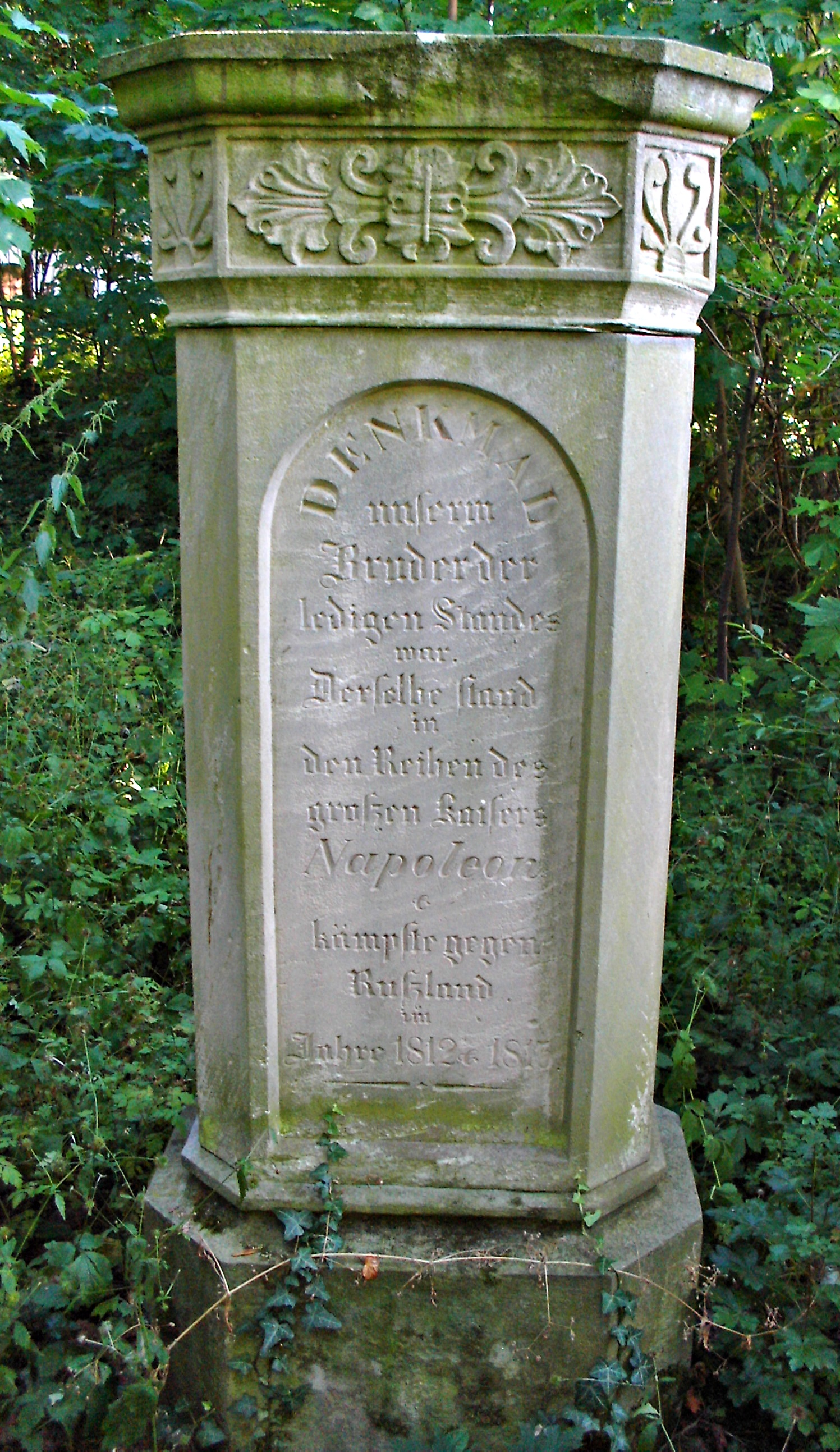
Veteranenstein in Biedesheim, 1855
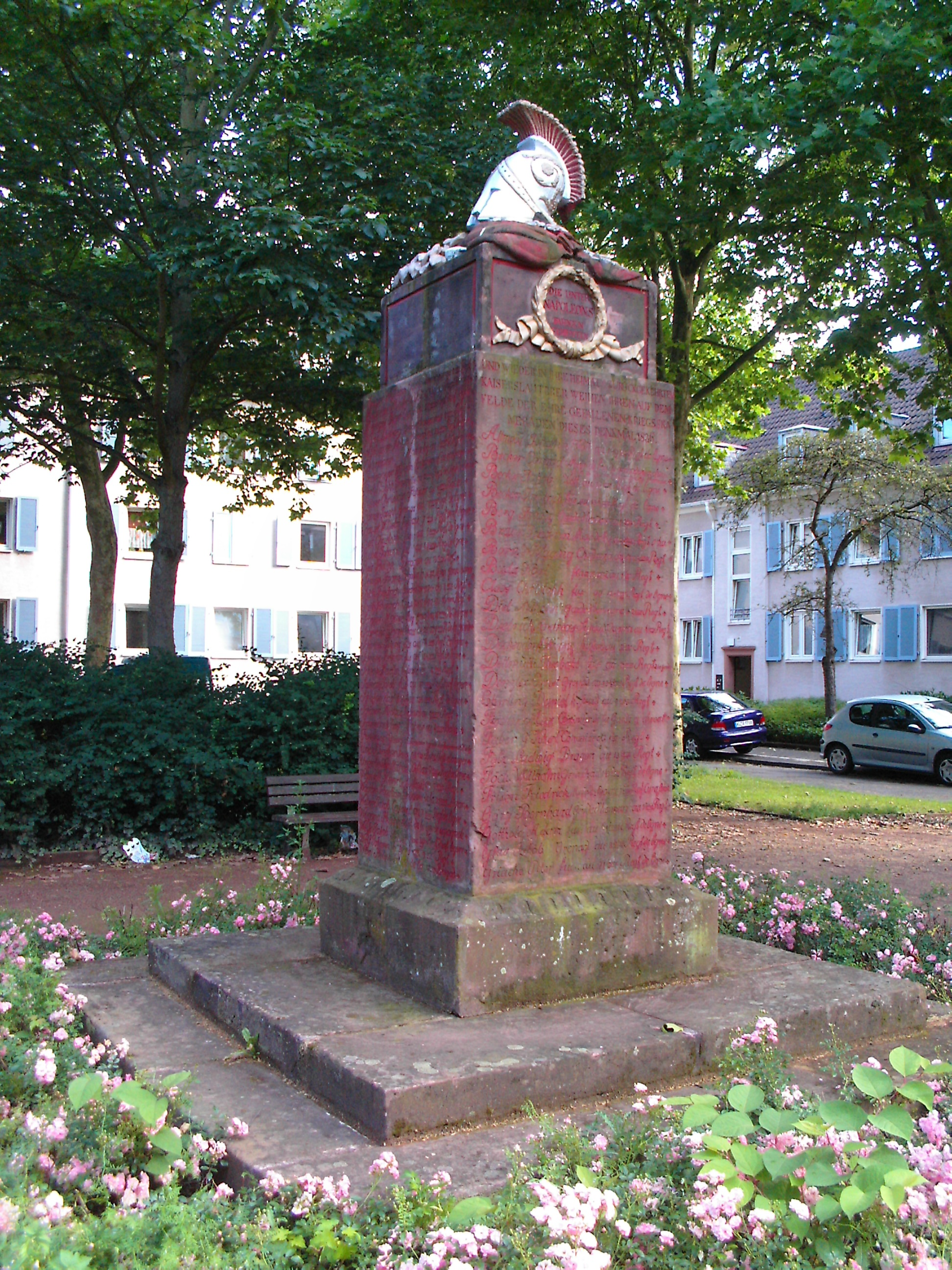
Napoleonstein Kaiserslautern
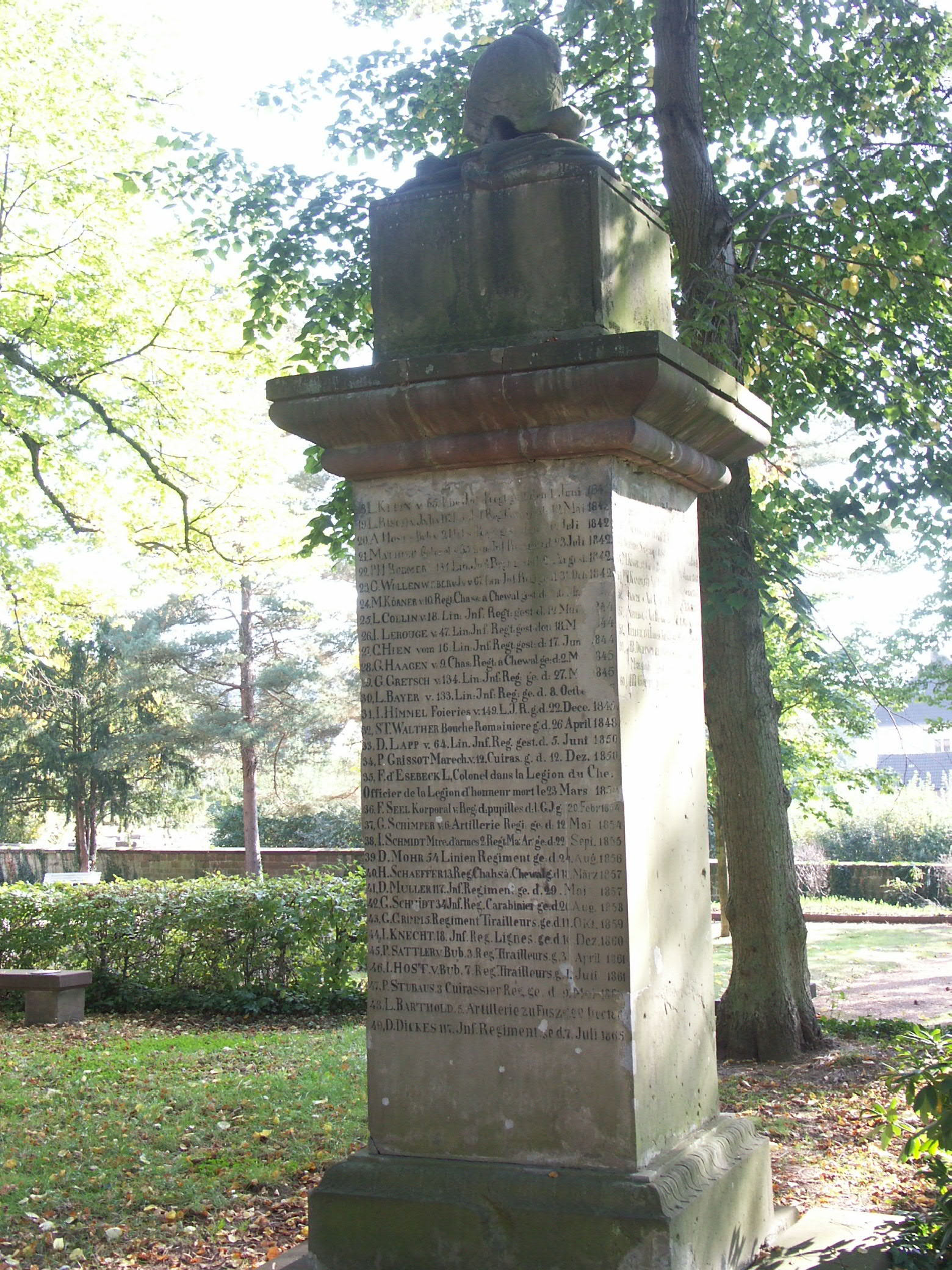
Napoleonstein Zweibrücken
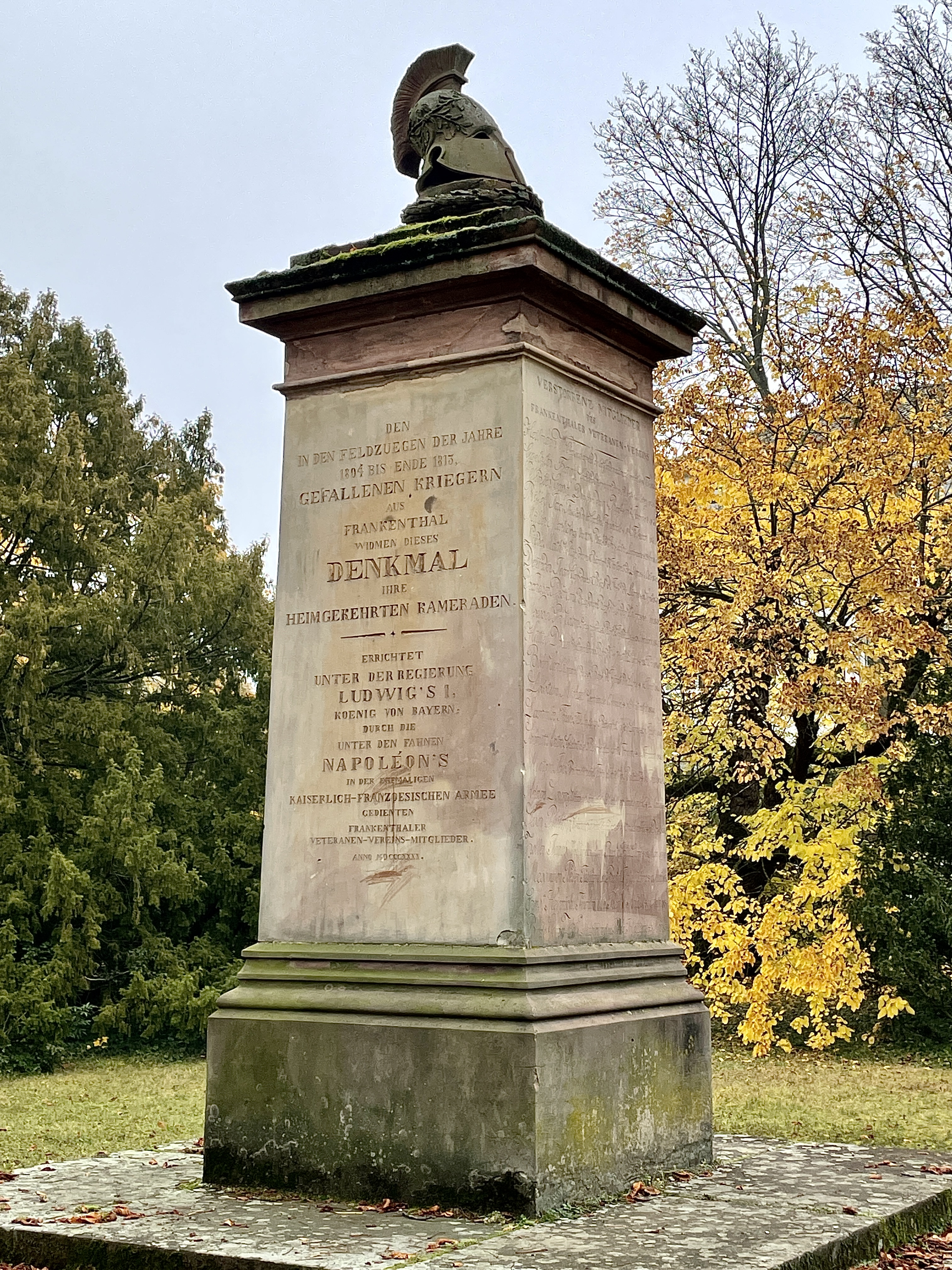
Napoleonstein, Hauptfriedhof Frankenthal
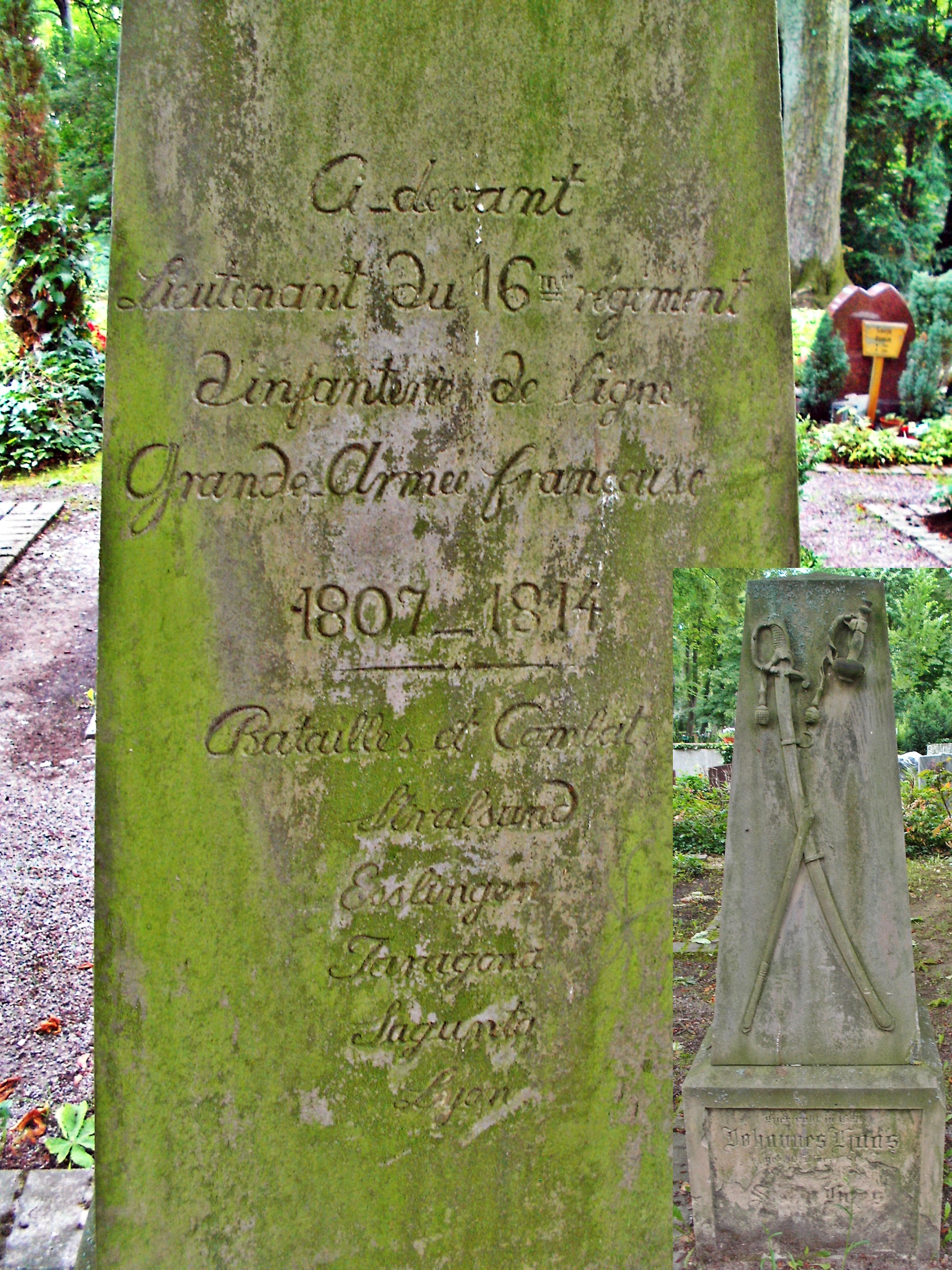
Napoleonstein für Leutnant Johannes Haas, Hauptfriedhof Frankenthal (Pfalz)
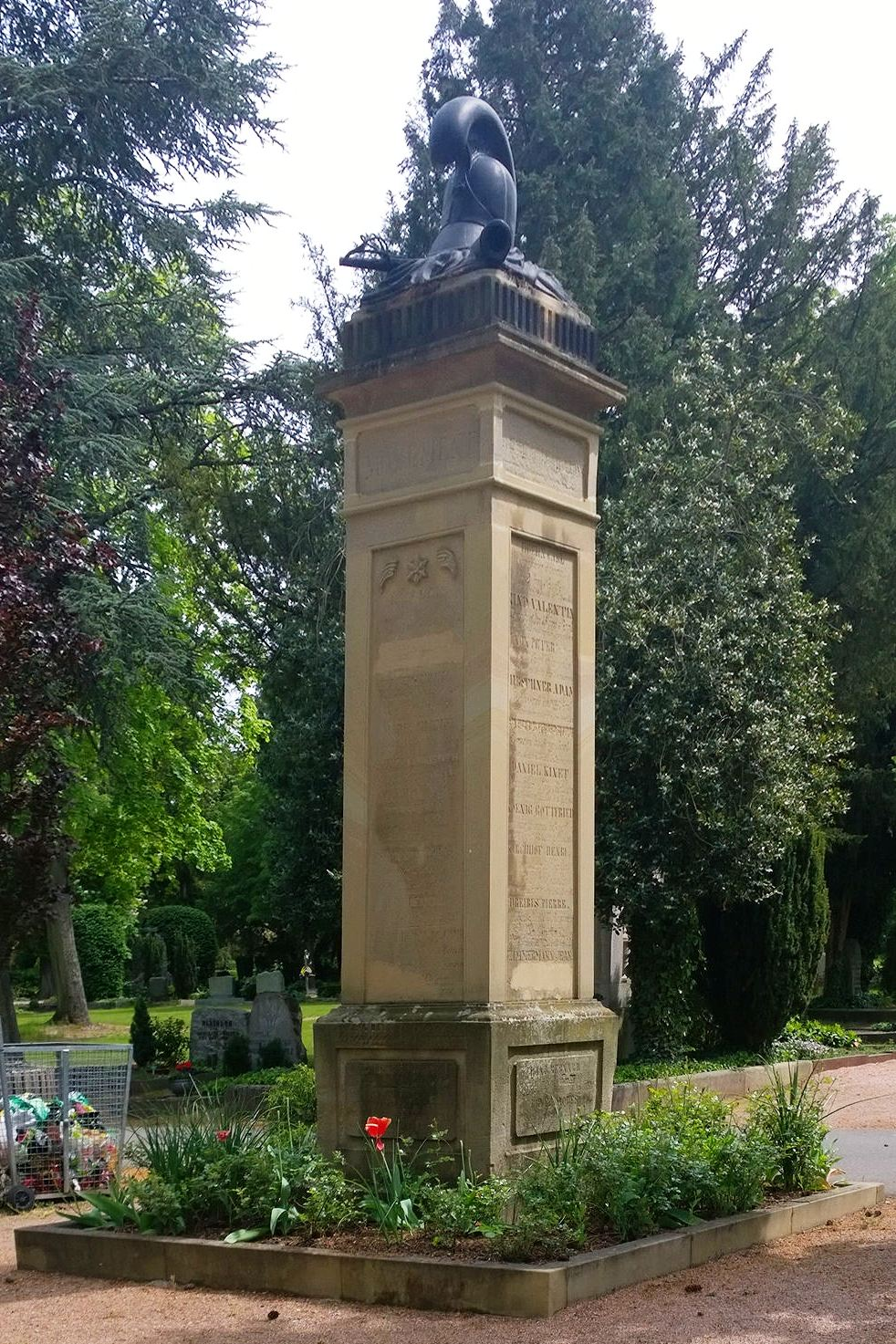
Napoleonstein Bad Kreuznach, Friedhof Mannheimer Straße, 1842
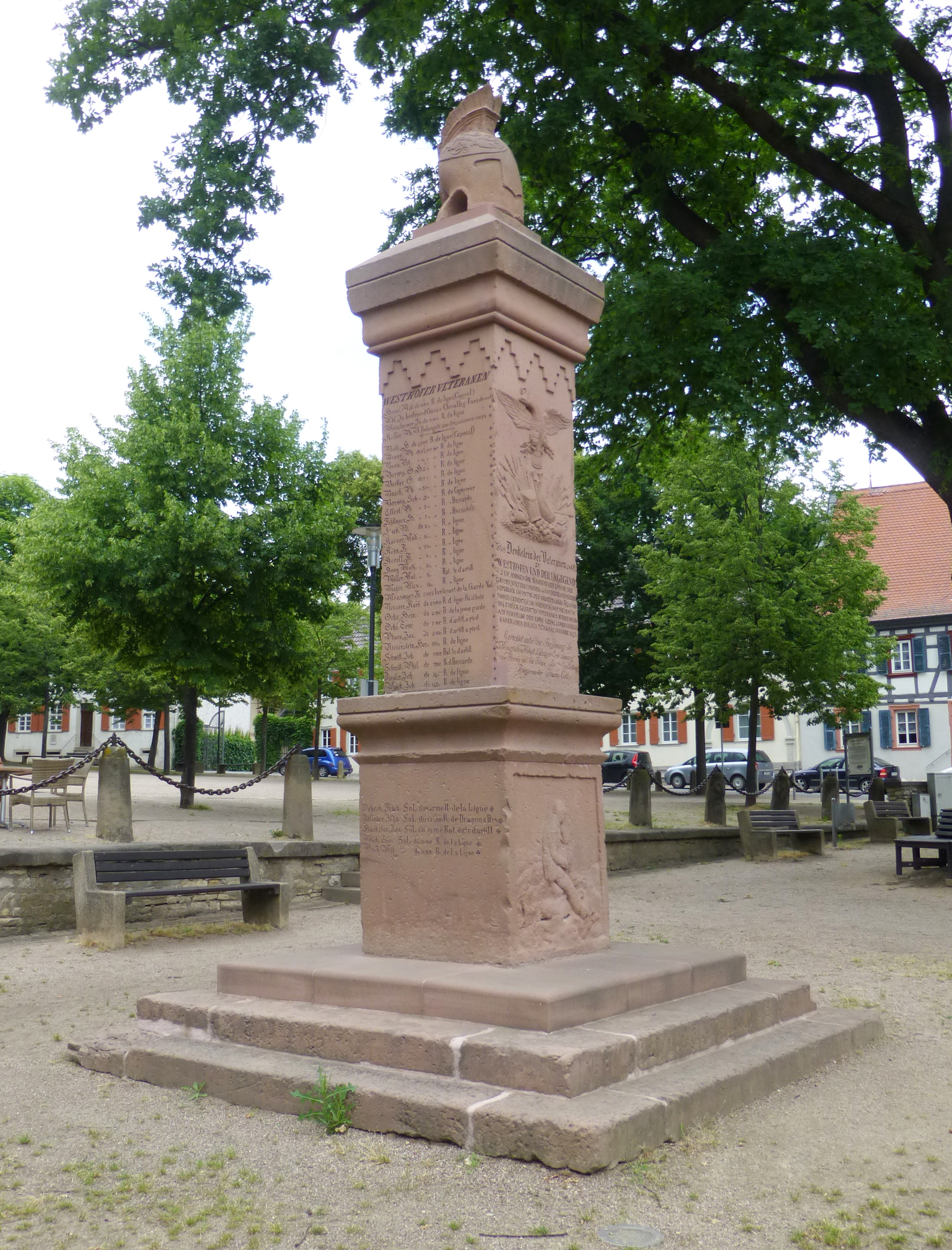
Napoleonstein Westhofen, 1847
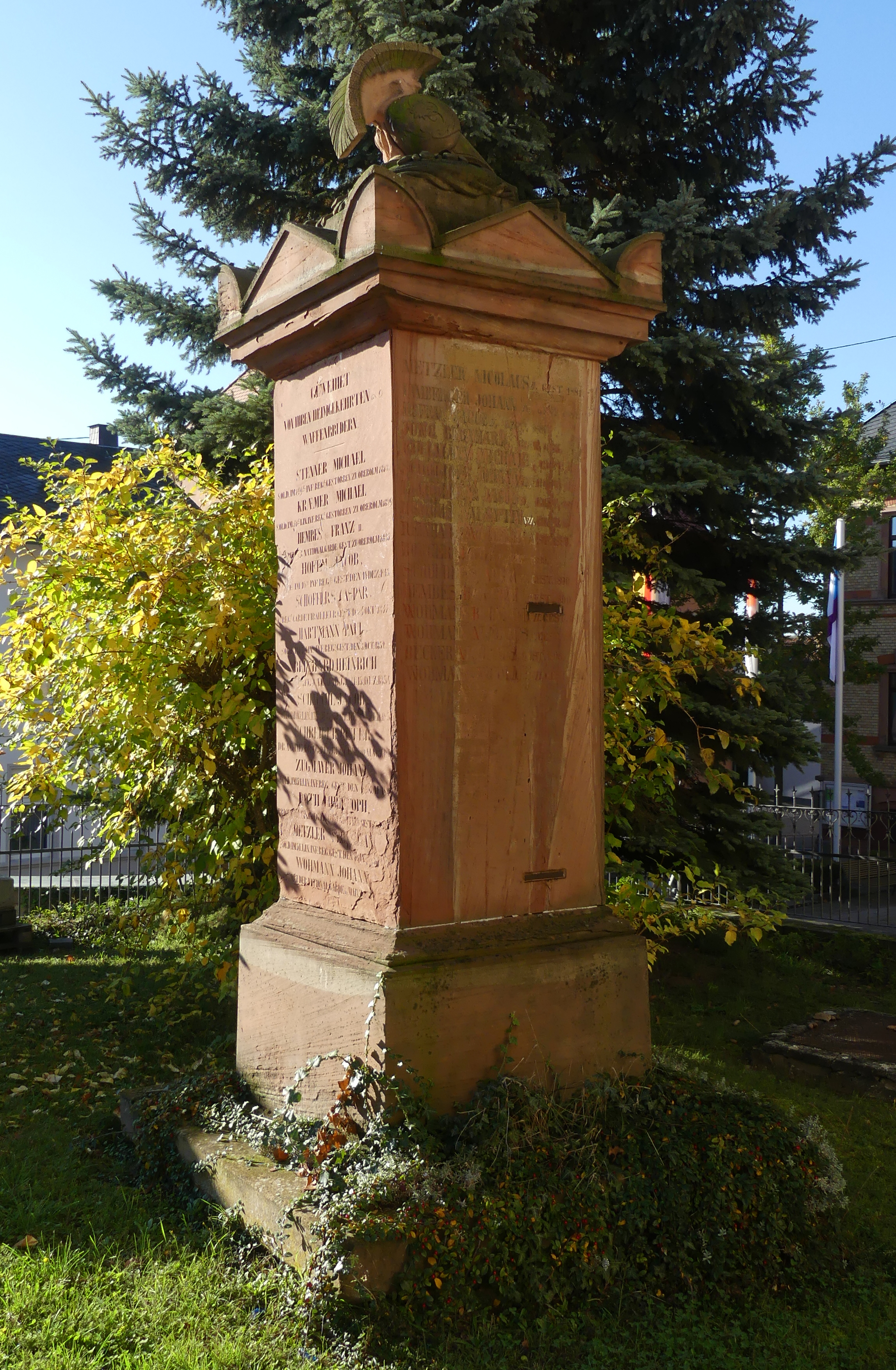
Napoleonstein Ober-Olm, 1842
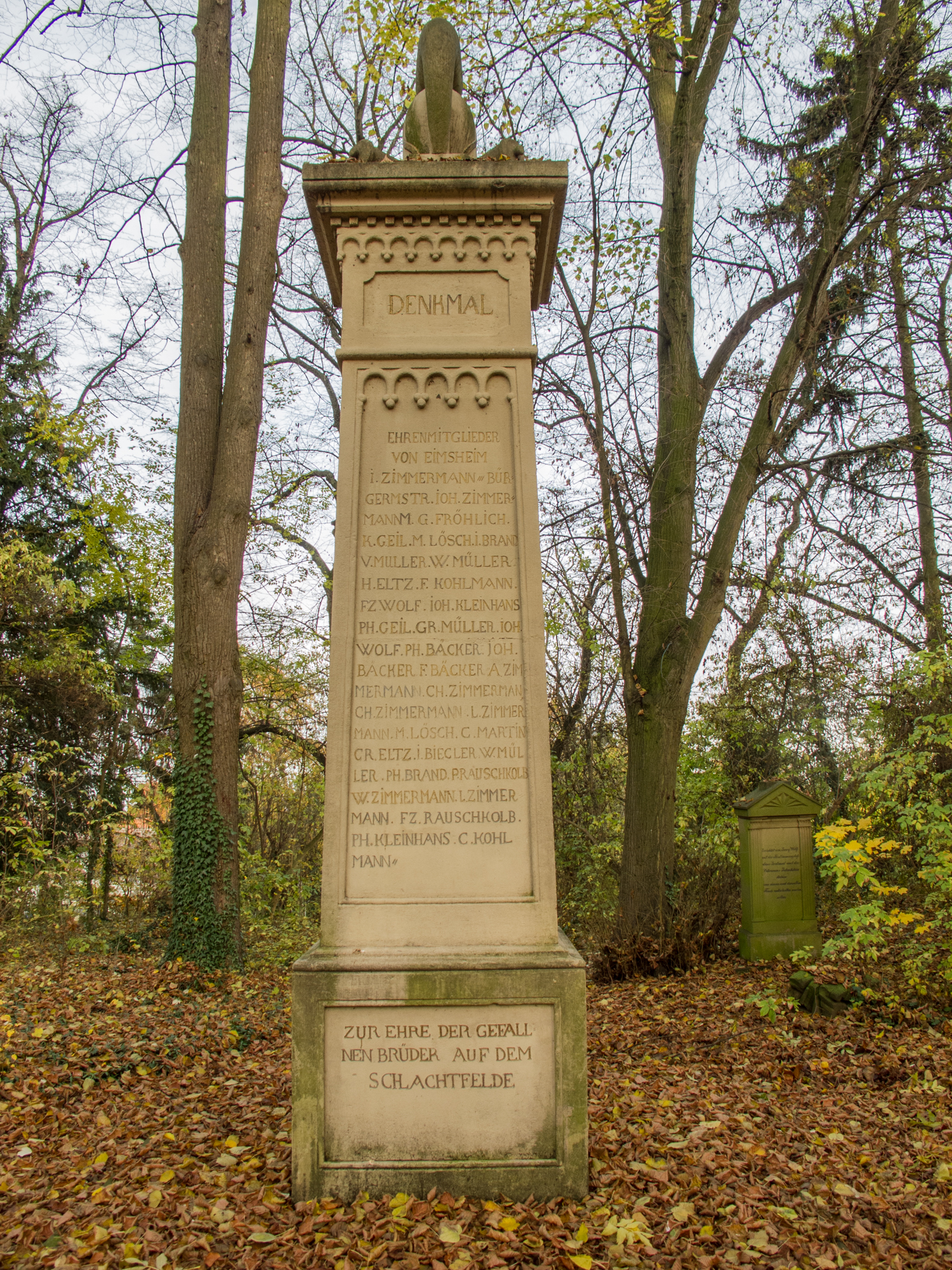
Napoleonstein Eimsheim, 1852
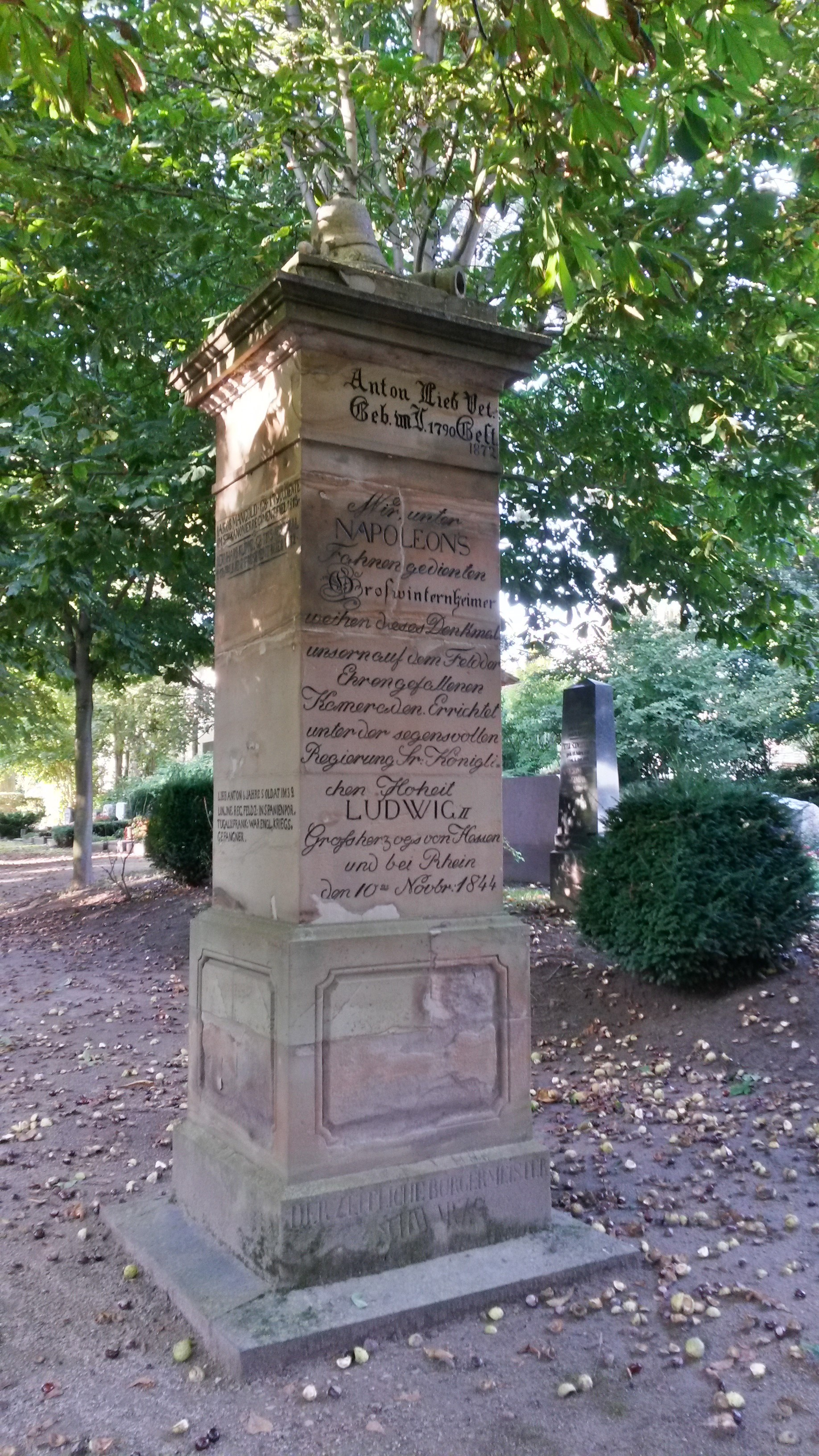
Napoleonstein Großwinternheim, 1844
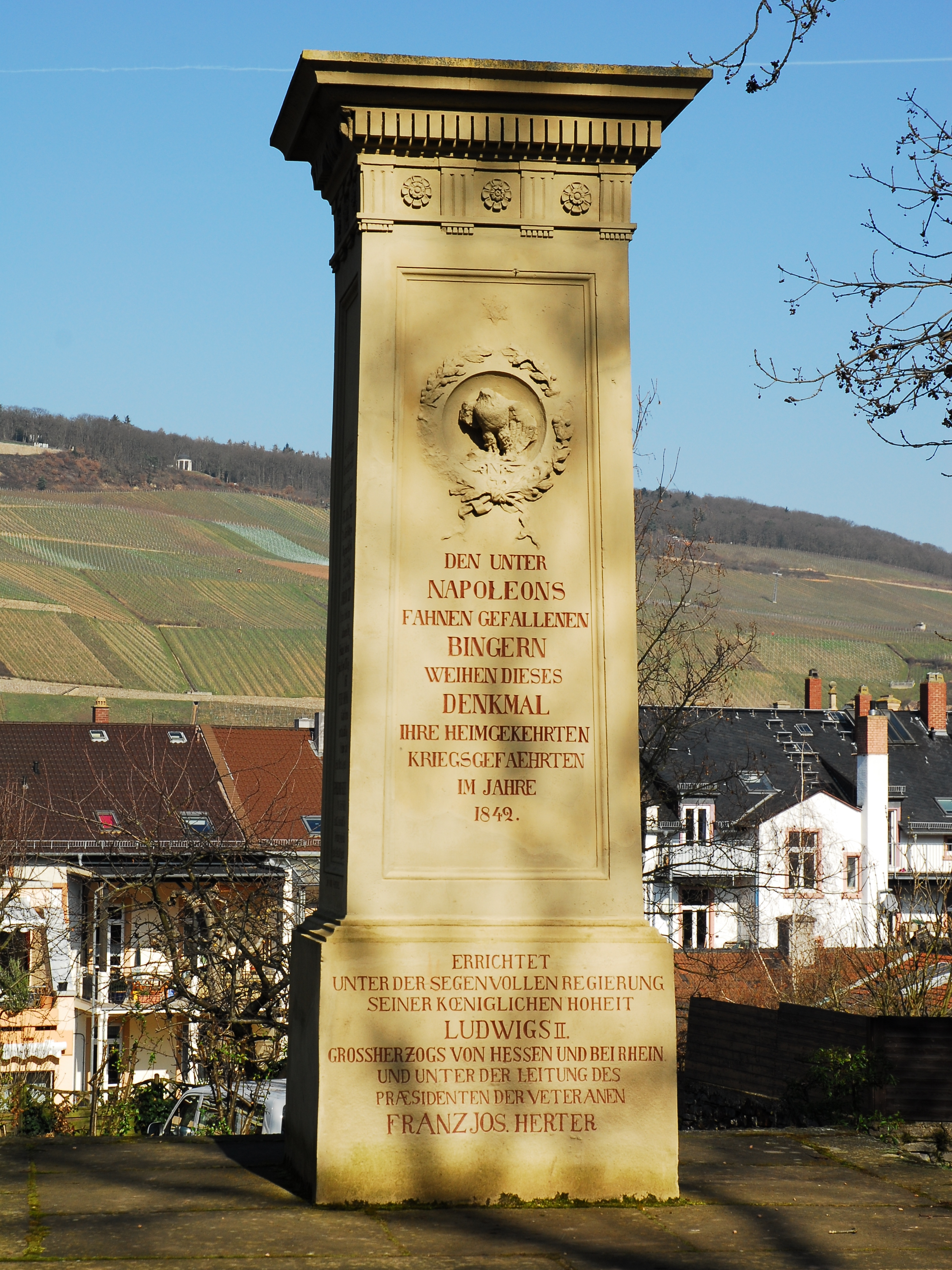
Napoleonstein Bingen
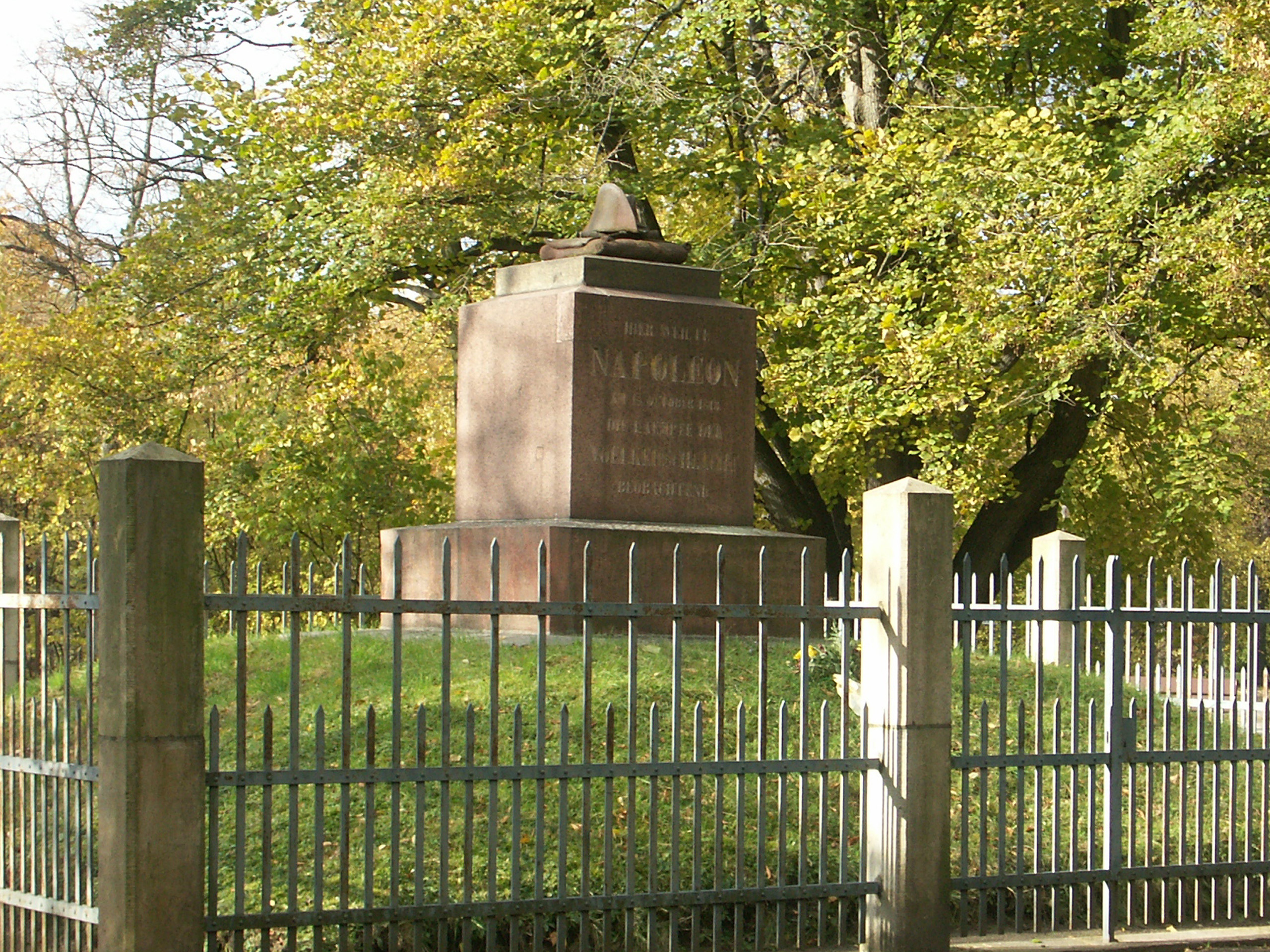
Napoleonstein Leipzig
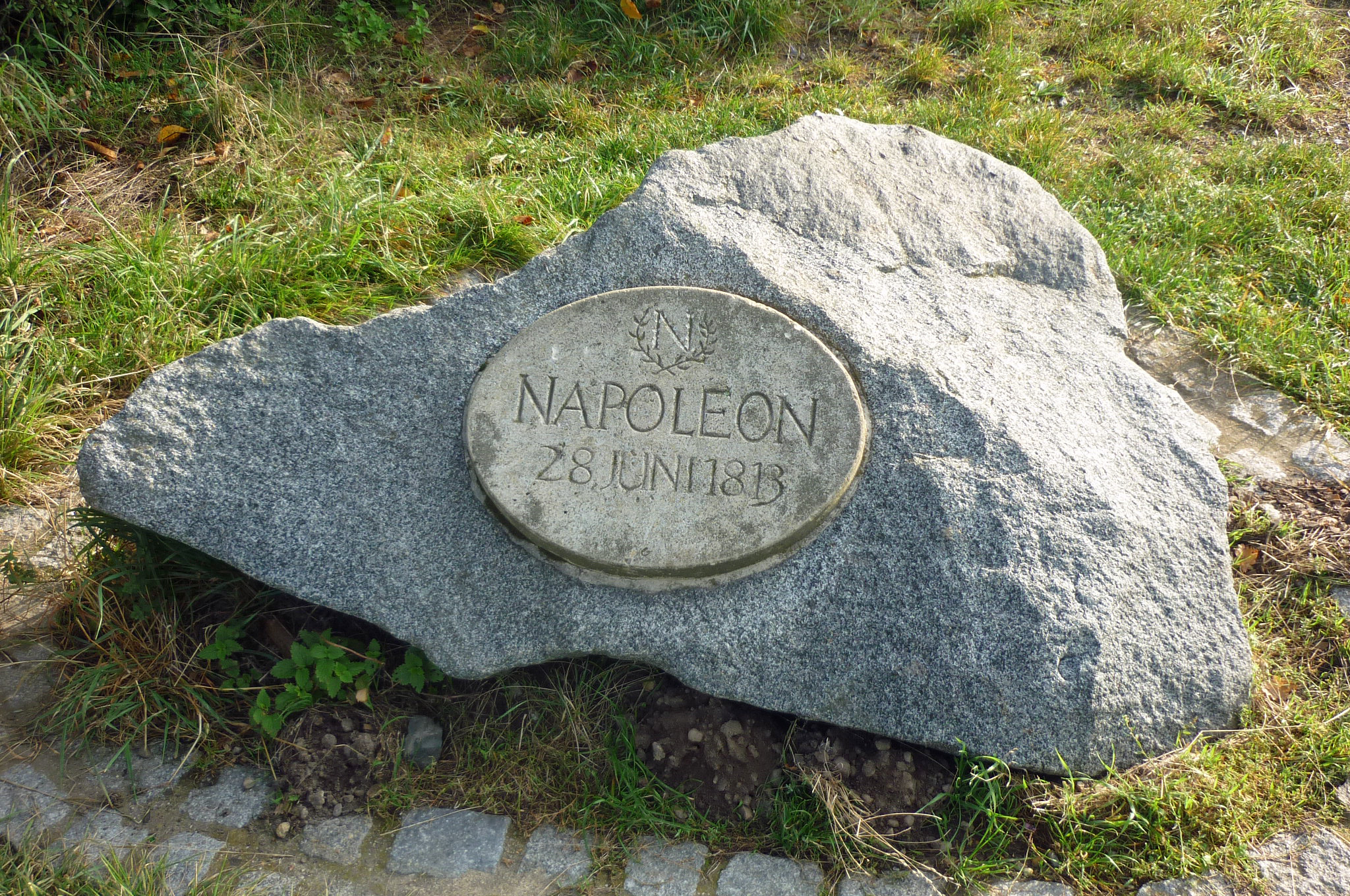
Gedenkstein auf dem Napoleonstein in Weißig
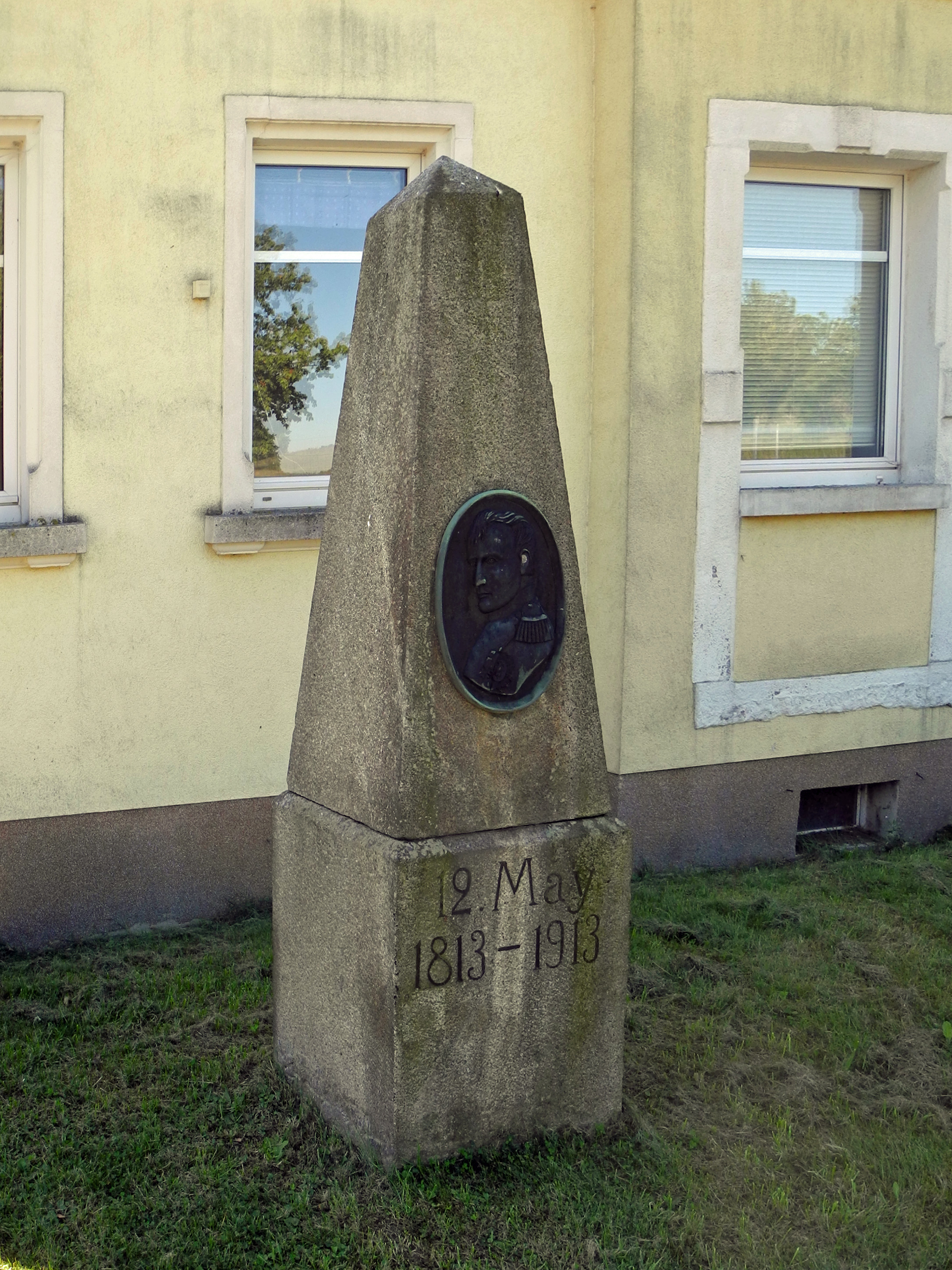
Napoleonstein in Bischofswerda
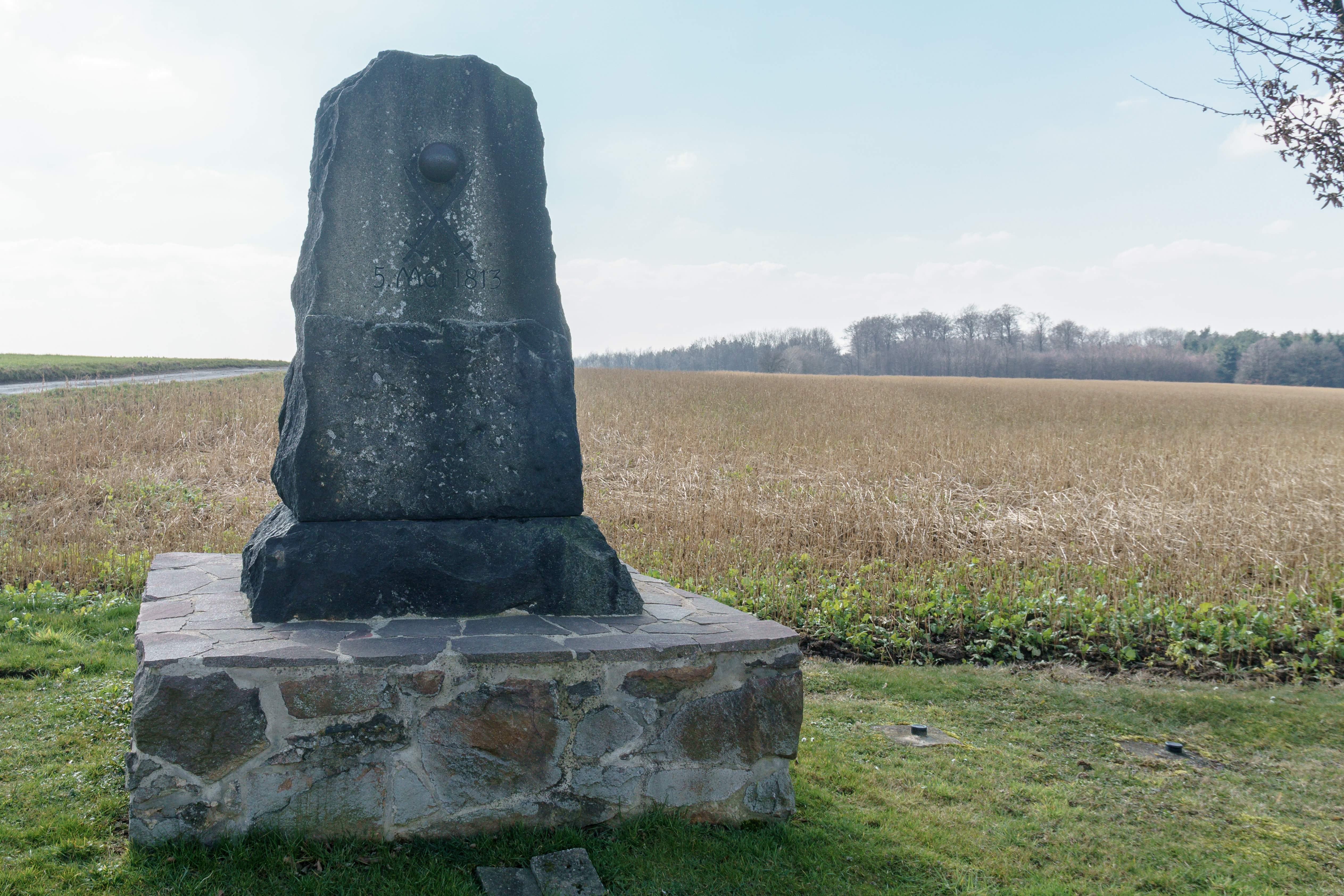
Napoleonstein bei Gersdorf (Hartha)
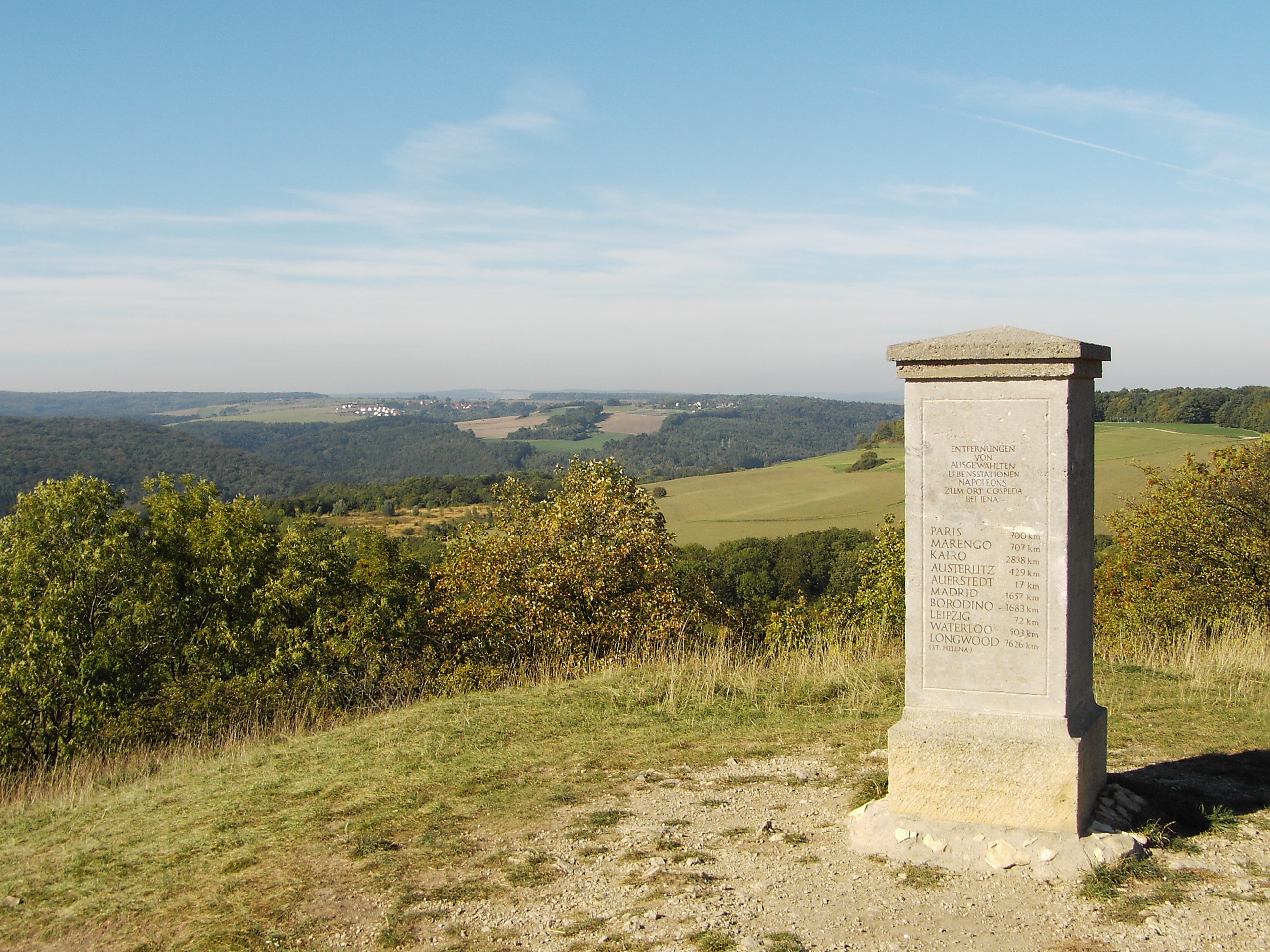
Napoleonstein bei Cospeda (Jena)
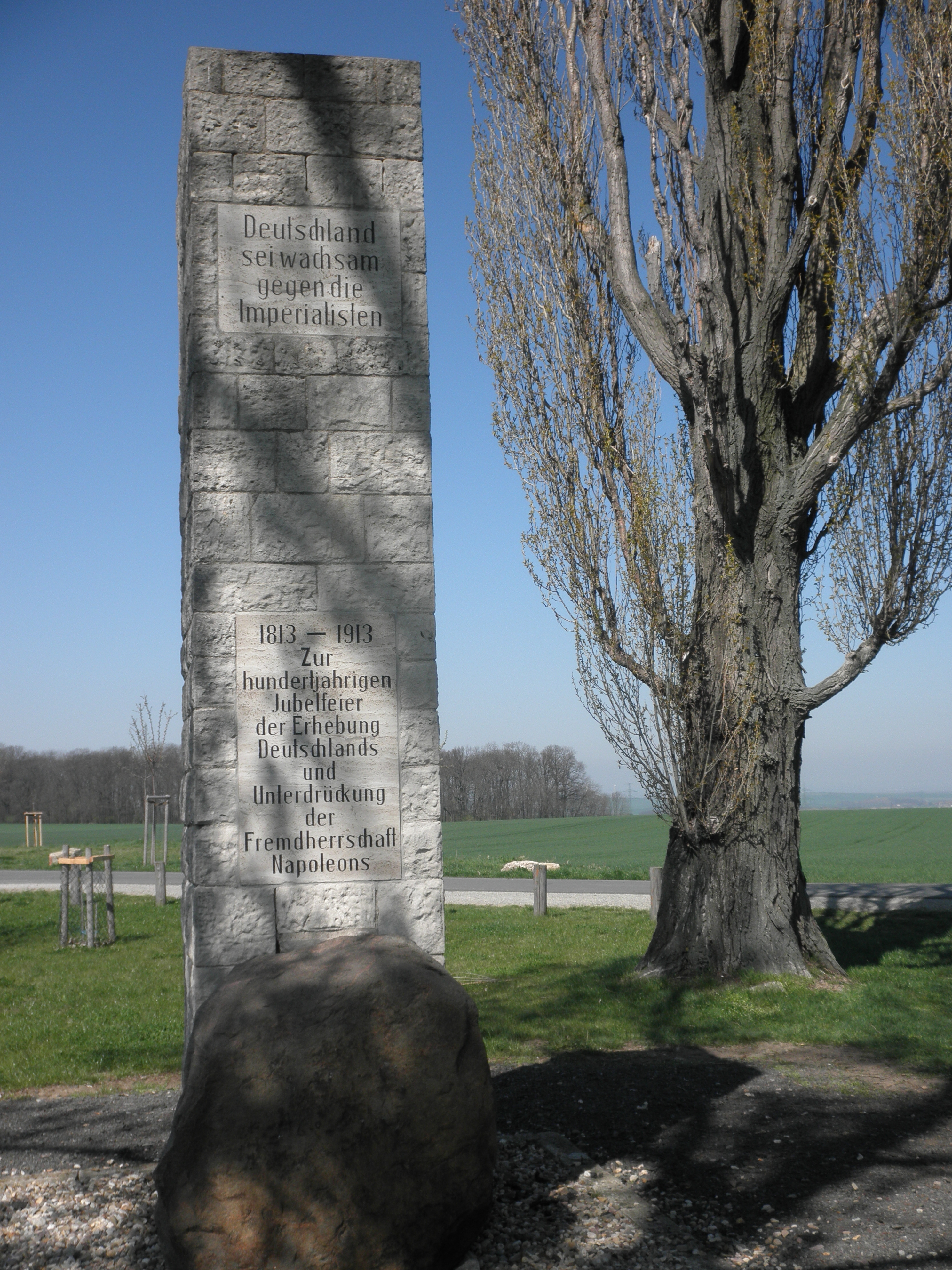
Napoleonstein bei Utzberg (Weimar)
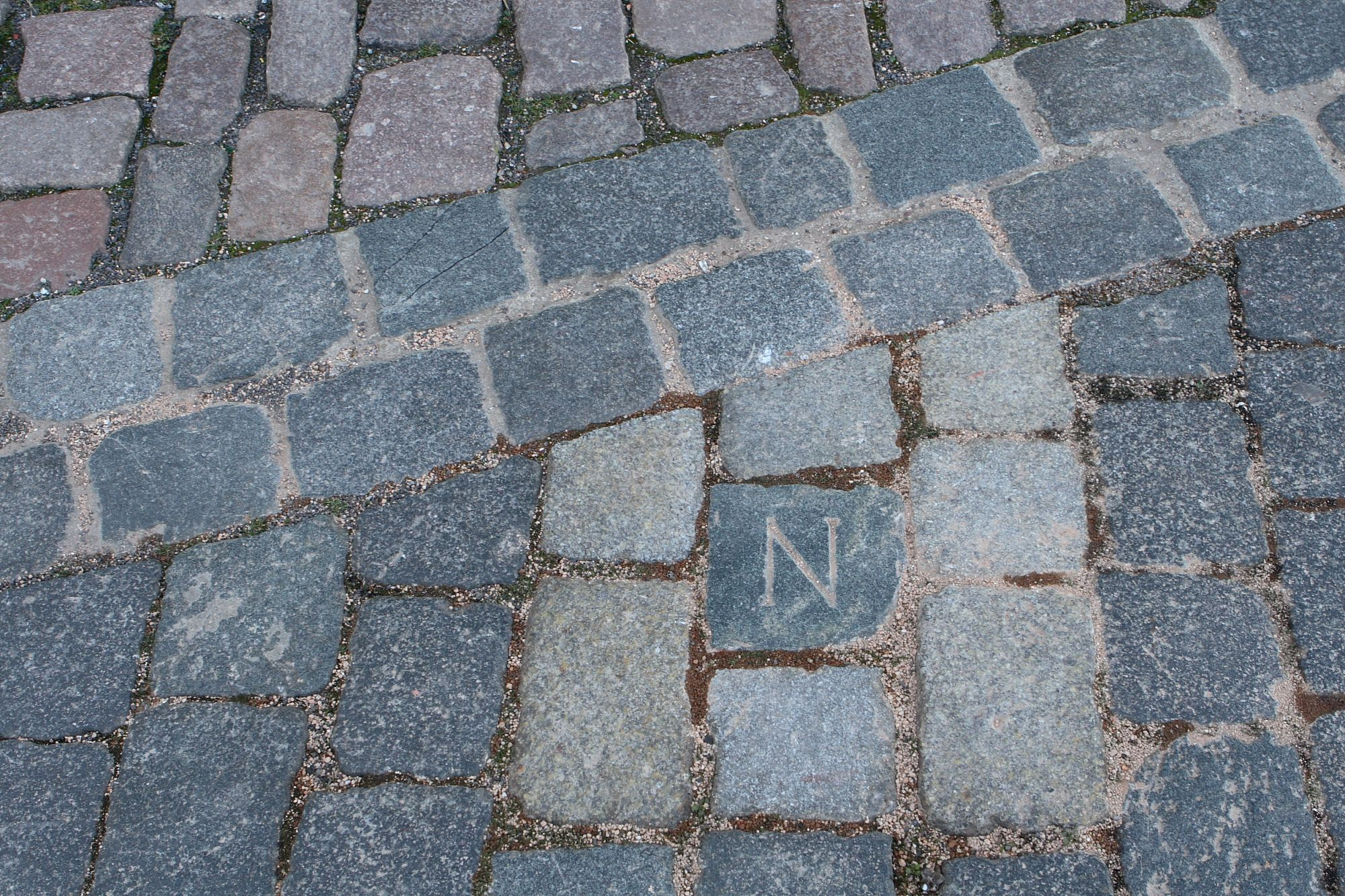
Napoleonstein auf dem Schloßplatz in Dresden
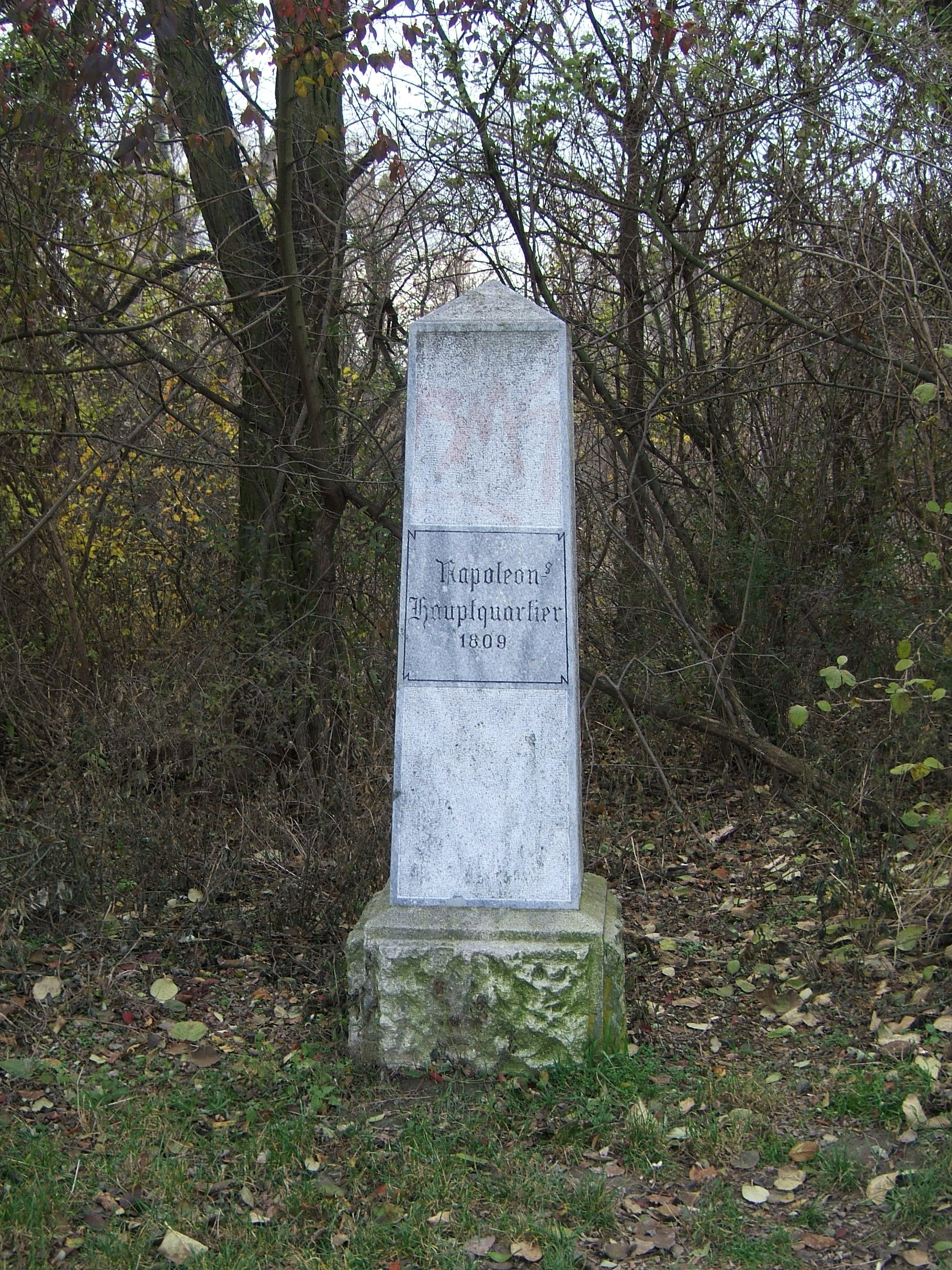
Einer der sechs Napoleonsteine in der Lobau (Napoleons Hauptquartier)